# Czechowice-Dziedzice
Czechowice-Dziedzice (niem. Tschechowitz-Deditz; do 21 listopada 1958 Czechowice) – miasto w południowej Polsce, w województwie śląskim, w powiecie bielskim, siedziba gminy miejsko-wiejskiej Czechowice-Dziedzice; miasto leży historycznie na Śląsku Cieszyńskim w aglomeracji bielskiej.
Miasto powstało w 1951 (de facto w 1941) pod nazwą Czechowice (do 1958) z połączenia wsi Czechowice i wsi Dziedzice, których historia sięga średniowiecza. Dziedzice od końca XIX w. rozwijały się też jako węzeł kolejowy oraz ośrodek przemysłu. Współcześnie oprócz Czechowic i Dziedzic częściami miasta są m.in. Lipowiec, Ochodza, Olszyna, Renardowice, Żebracz i kilka mniejszych osiedli.
Czechowice-Dziedzice stanowią ośrodek przemysłowy z kopalnią węgla kamiennego, walcownią metali, fabryką sprzętu elektrotechnicznego oraz rafinerią. W roku 2020 zlikwidowano fabrykę zapałek, która działała od roku 1919. Była to ostatnia polska czynna fabryka zapałek.
Według danych z 2024 r. miasto miało 34 783 mieszkańców (124. miejsce w Polsce). Jest to piąte pod względem liczby ludności miasto w Polsce niebędące siedzibą powiatu (po Rumi, Markach, Ząbkach i Knurowie) oraz największe miasto niepowiatowe na terytorium gminy miejsko-wiejskiej.

## Geografia

### Położenie miasta
Czechowice-Dziedzice leżą w południowej części województwa śląskiego, w północnej części powiatu bielskiego, we wschodniej części gminy Czechowice-Dziedzice. Miasto leży w historycznych granicach regionu Śląska Cieszyńskiego.
Miasto jest położone na lewym brzegu rzeki Białej przy jej ujściu do Wisły, w mezoregionie Dolina Górnej Wisły będącym częścią Kotliny Oświęcimskiej.
Czechowice-Dziedzice graniczą:
- od północy z gminami Goczałkowice-Zdrój i Pszczyna
- od wschodu z gminą Bestwina
- od zachodu z gminą Chybie
- od południa z gminami Jasienica i Bielskiem-Białą

### Gmina
Miejscowości gminy: miasto Czechowice-Dziedzice, Zabrzeg, Ligota, Bronów. Powierzchnia gminy: 66 km². Ludność gminy w 2011 r.: 43 920 mieszkańców (w tym 35 061 w mieście Czechowice-Dziedzice).

### Podział administracyjny

Osiedla Czechowic-Dziedzic

W mieście Czechowice-Dziedzice wydzielono oficjalnie 9 osiedli, które stanowią jednostki pomocnicze gminy.
- Barbara
- Centrum
- Czechowice Górne
- Dziedzice
- Lesisko
- Południe
- Północ
- Renardowice
- Tomaszówka

Mieszkańcy rozróżniają jednak inne dzielnice, takie jak: Manhattan, Żebracz (Kopalnia), Grabowice, Podkępie, Ochodza, Świerkowice, Kamionka.

### Zasoby naturalne
Na terenie Czechowic-Dziedzic znajdują się złoża węgla kamiennego co spowodowało powstanie kopalni KWK Silesia. W pobliżu znajdują się również pokłady solanki,
wykorzystywane dziś w uzdrowisku w Goczałkowicach.
W pobliżu znajduje się również zapora na Wiśle tworząc sztuczny zbiornik wodny – Zbiornik Goczałkowicki.

### Ochrona przyrody
Na terenie gminy znajduje się rezerwat przyrody Rotuz i obszar Natura 2000 Dolina Górnej Wisły, której obszar w okresie lęgowym zasiedla co najmniej 1% populacji krajowej następujących gatunków ptaków: bączek, bąk, dzierzba czarnoczelna, mewa czarnogłowa, rybitwa białowąsa, rybitwa rzeczna, rybitwa czarna, szablodziób, ślepowron, cyranka, czernica, kokoszka, krakwa, krwawodziób, perkoz dwuczuby, płaskonos, sieweczka rzeczna, mewa śmieszka, zausznik. Na terenie gminy występują też 24 pomniki przyrody, w tym 23 drzewa pojedyncze i 1 aleja złożona z lip drobnolistnych.

## Demografia
| struktura ludności dane z 31 XII 2010 |        |        |         |         |           |           |
| Opis                                  | Ogółem | Ogółem | Kobiety | Kobiety | Mężczyźni | Mężczyźni |
| jednostka                             | osób   | %      | osób    | %       | osób      | %         |
| populacja                             | 35061  | 100    | 18259   | 52      | 16802     | 48        |
| gęstość zaludnienia                   | 1062   | 1062   | 553,3   | 553,3   | 509,2     | 509,2     |

| wykształcenie dane z Narodowego Spisu Powszechnego z 2002 roku |      |            |          |         |        |
|                                                                | brak | podstawowe | zawodowe | średnie | wyższe |
| osób                                                           | 595  | 7657       | 9203     | 9623    | 2567   |
| kobiet                                                         | 305  | 4541       | 3849     | 5422    | 1410   |
| mężczyzn                                                       | 290  | 3116       | 5354     | 4201    | 1157   |

Czechowice-Dziedzice liczące ponad 35 tys. mieszkańców plasują się na 22. miejscu pod tym względem wśród miast województwa śląskiego. Liczba ludności od lat 90. utrzymuje się stale na poziomie około 35 000 mieszkańców. Według danych z 2017 r., miasto miało 35 631 mieszkańców. Według danych urzędu miejskiego z końca 2024r., miasto miało 42 665 mieszkańców.
|  |

W Czechowicach-Dziedzicach na 100 mężczyzn przypada 108 kobiet. W większości przedziałów wiekowych zauważalna jest większa liczba kobiet. Przewaga mężczyzn występuje w przedziale 15-39.
|  |

## Historia

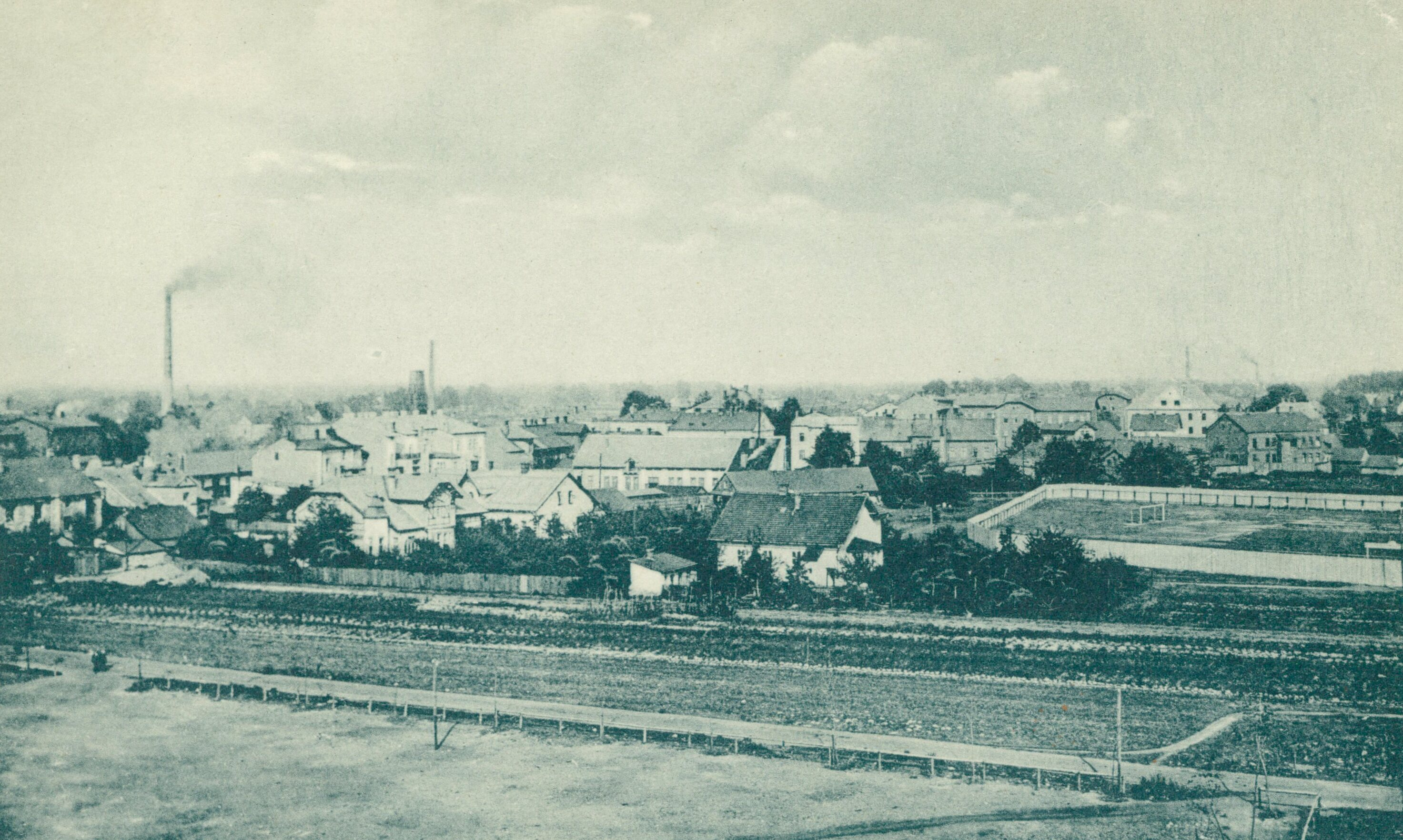
Widok ogólny Dziedzic w latach 20. XX w.

### Do XIX wieku
Miejscowość po raz pierwszy wzmiankowana została w łacińskim dokumencie Liber fundationis episcopatus Vratislaviensis (pol. Księga uposażeń biskupstwa wrocławskiego), spisanej za czasów biskupa Henryka z Wierzbna ok. 1305 w szeregu wsi zobowiązanych do płacenia dziesięciny biskupstwu we Wrocławiu jako dwie osady:

Item in Chothowitz theutonico fertones
Item in Chothowitz polonico decima more polonico, valet I) marcam

Dwie nazwy oznaczają funkcjonowanie tych dwóch osad na prawie polskim (iure polonico) i niemieckim (iure theuthonico). Wiązało się to z przeprowadzaną pod koniec XIII wieku na terytorium późniejszego Górnego Śląska wielką akcją osadniczą (tzw. łanowo-czynszową), zakładania nowych wsi i przenoszenia starych wsi na nowe prawo. Przenoszenie wsi z prawa polskiego na prawo niemieckie było też dość powszechną praktyką w całej Polsce w późnym średniowieczu. Czechowice niemieckie musiały powstać na pniu starszych Czechowic (polskich) a także głównie w oparciu o jej starszą ludność polską, na co wskazuje brak śladów prób wprowadzenia niemieckich elementów nazewniczych, tak więc przymiotnik niemiecki odnosił się raczej do lokacji tej wioski na prawie niemieckim i sposobu płacenia przez jej mieszkańców dziesięcin. Czechowice niemieckie miały obowiązek opłacać podatek w wiardunku, a Czechowice polskie miały dostarczać dziesięcinę snopową. Nie ulega wątpliwości, że Czechowice powstały na długo przed pierwszą wzmianką, gdyż jej mieszkańcy byli już w stanie płacić dziesięcinę wysokości dwóch grzywien.
W źródłach historycznych z XV wieku pojawiają się informacje o 3 wioskach znajdujących się na obecnym obszarze miasta: Czechowicach, Dziedzicach i Żebraczy (obecnie północno-wschodniej dzielnicy miasta). Pierwsze wzmianki w dokumentach pochodzą z 1430 w przypadku Czechowic (jako Czechowice, a nie Chatowice), z 1443 w przypadku Żebraczy i z 1465 w przypadku Dziedzic.
Pod względem politycznym obszar miast znajdował się początkowo w granicach utworzonego w 1290 piastowskiego (polskiego) księstwa cieszyńskiego, będącego od 1327 lennem Królestwa Czech, a od 1526 roku w wyniku objęcia tronu czeskiego przez Habsburgów wraz z regionem aż do 1918 roku w monarchii Habsburgów (potocznie Austrii). Gdy w 1572 powstało bielskie państwo stanowe w jego granicach znalazły się od początku Dziedzice, lecz Czechowice nie od razu weszły w jego skład tworząc eksklawę Księstwa Cieszyńskiego. W latach 1456–1772 stanowiąca wschodnią granicę obecnego miasta rzeka Biała stanowiła granicę pomiędzy Królestwem Polskim a ziemiami Korony św. Wacława, a po I rozbiorze Polski, stała się wewnętrzną granicą austriacką oddzielającą Galicję od Śląska Austriackiego, co trwało do 1918 i odzyskania przez Polskę niepodległości. Podobnie w latach 1742–1918, stanowiącą północną granicę obecnego miasta rzeka Wisła była granicą prusko-austriacką.

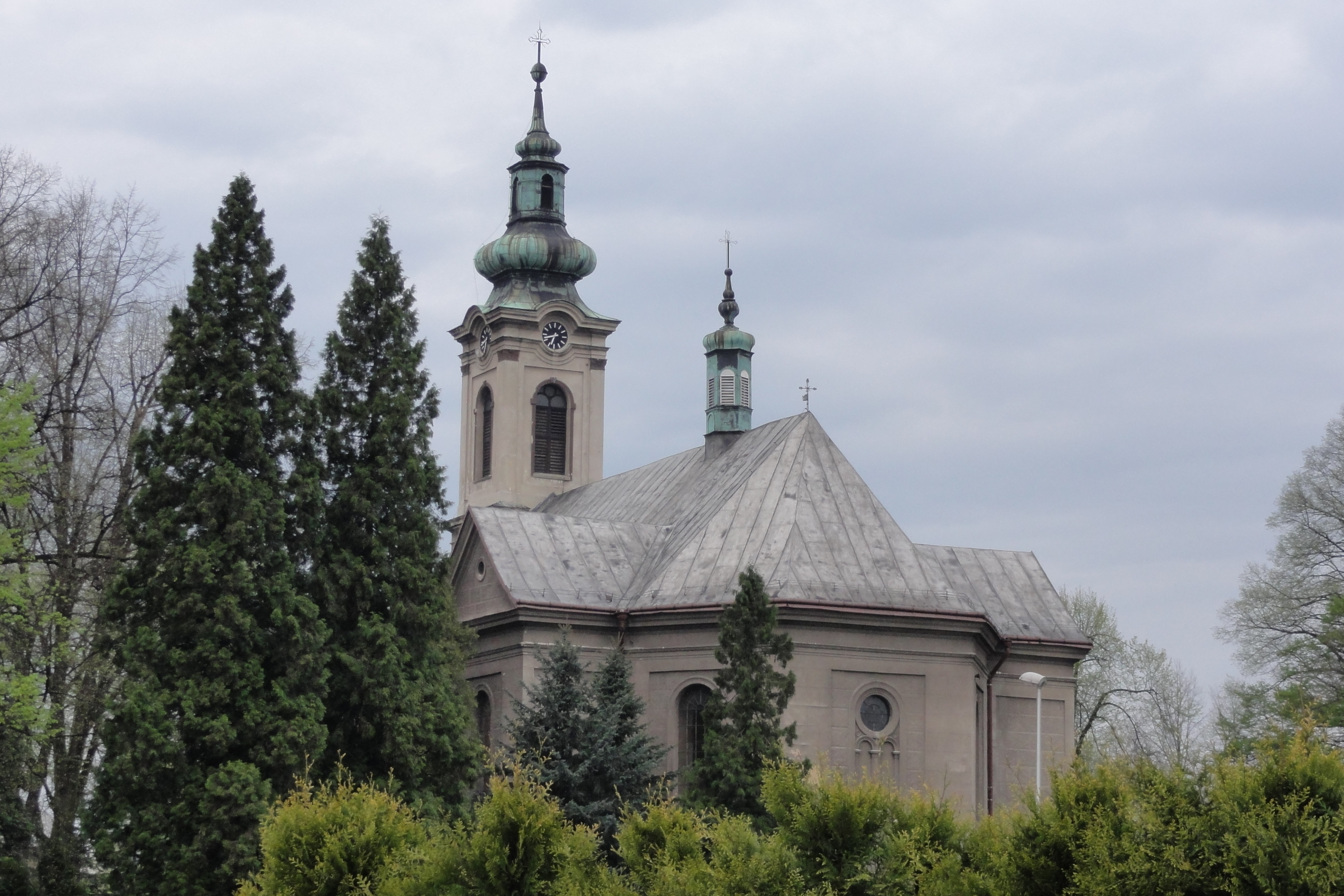
Kościół parafialny pw. św. Katarzyny, (XV, XVIII w.)

Miejscową parafię pw. św. Katarzyny założono po 1342 i po raz pierwszy wzmiankowano w sprawozdaniu z poboru świętopietrza sporządzonym przez archidiakona opolskiego Mikołaja Wolffa w 1447 jako jedną z 51 w archiprezbiteracie cieszyńskim (pod nazwą Czechowicz). Na podstawie wysokości opłaty w owym sprawozdaniu liczbę ówczesnych parafian (we wszystkich podłegłych wioskach) oszacowano na 90. Wtedy też na terenie Czechowic powstała pierwsza sakralna drewniana budowla, następnie w latach 1772–1779 przebudowana i na jej miejscu powstał kościół pw. św. Katarzyny.

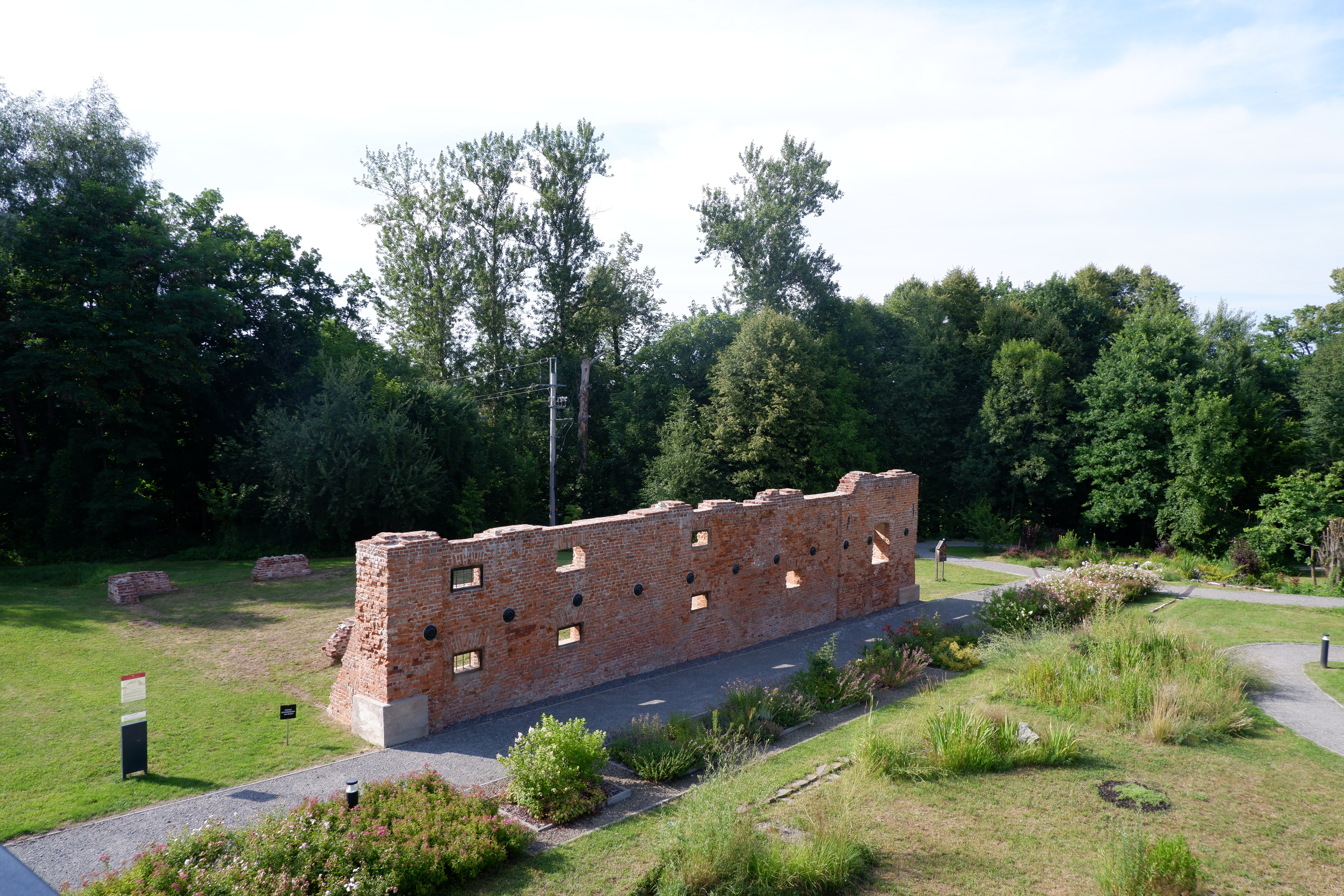
Ruiny XVI-wiecznego dworu w Czechowicach

Już w XIV wieku Czechowice były wsią szlachecką. Na przełomie XIV i XV wieku jej właścicielami byli bracia Mikołaj i Zbrosław. W latach 30. XV wieku jej właścicielem był Mikołaj Czelo, którego rodzina w następnych dziesięcioleciach urosła do jednej z najbardziej znaczących rodzin szlacheckich księstwa cieszyńskiego. Częściowy podział Czechowic nastąpił po śmierci cieszyńskiego kanclerza Henryka Czelo w 1500 roku pomiędzy jego synów, jednak z czasem cały majątek ojca skupił się w rękach Kacpra Czelo. W okresie Reformacji Czelowie pozostali katolikami, podobnie jak nowi właściciele Czechowic, tj. Sokołowscy z Sokołowic. W trakcie ich rządów kościół św. Katarzyny przez cały czas pozostawał w rękach katolików. W 1675 Czechowice zostały nabyte przez Fryderyka Aleksandra barona Kotulińskiego z Kotulina. Jego syn i następca Franciszek Karol Kotuliński został starostą Dolnego i Górnego Śląska. W latach 1765–1856 właścicielami Czechowic była z kolei rodzina Renardów.
Najstarsze osadnictwo Czechowic rozciągało się wzdłuż Potoku Czechowickiego. W dobrach należących do właścicieli Czechowic z czasem rowijały się liczne niewielkie osady, które były często bądź wchłonięte lub administracyjnie podporządkowane. W 1602 po raz pierwszy wzmiankowano dwie niewielkie osady w pobliżu Czechowic: Bożyszka i Trzemsza, przy czym ta druga została założona prawdopodobnie w XVI wieku na gruntach Czechowic, w XVI i XVII wieku ich panem był Joachim Sokołowski. W 1795 powstała kolonia Renardowice. Czechowice wchłonęły również starą osadę Komorowice przezwaną Czechowicką dla odróżnienia od Komorowic Niemieckich i Polskich, wzmiankowaną w dokumencie Liber Fundationis Episopatus Vratislaviensis jako Muthindorf (później Mückendorf, od niemieckiego mücke czyli komar). Stało się to przede wszystkim wraz z powstaniem nowoczesnej samorządnej gminy w drugiej połowie XIX wieku.

### XIX wiek: Rozwój przemysłu

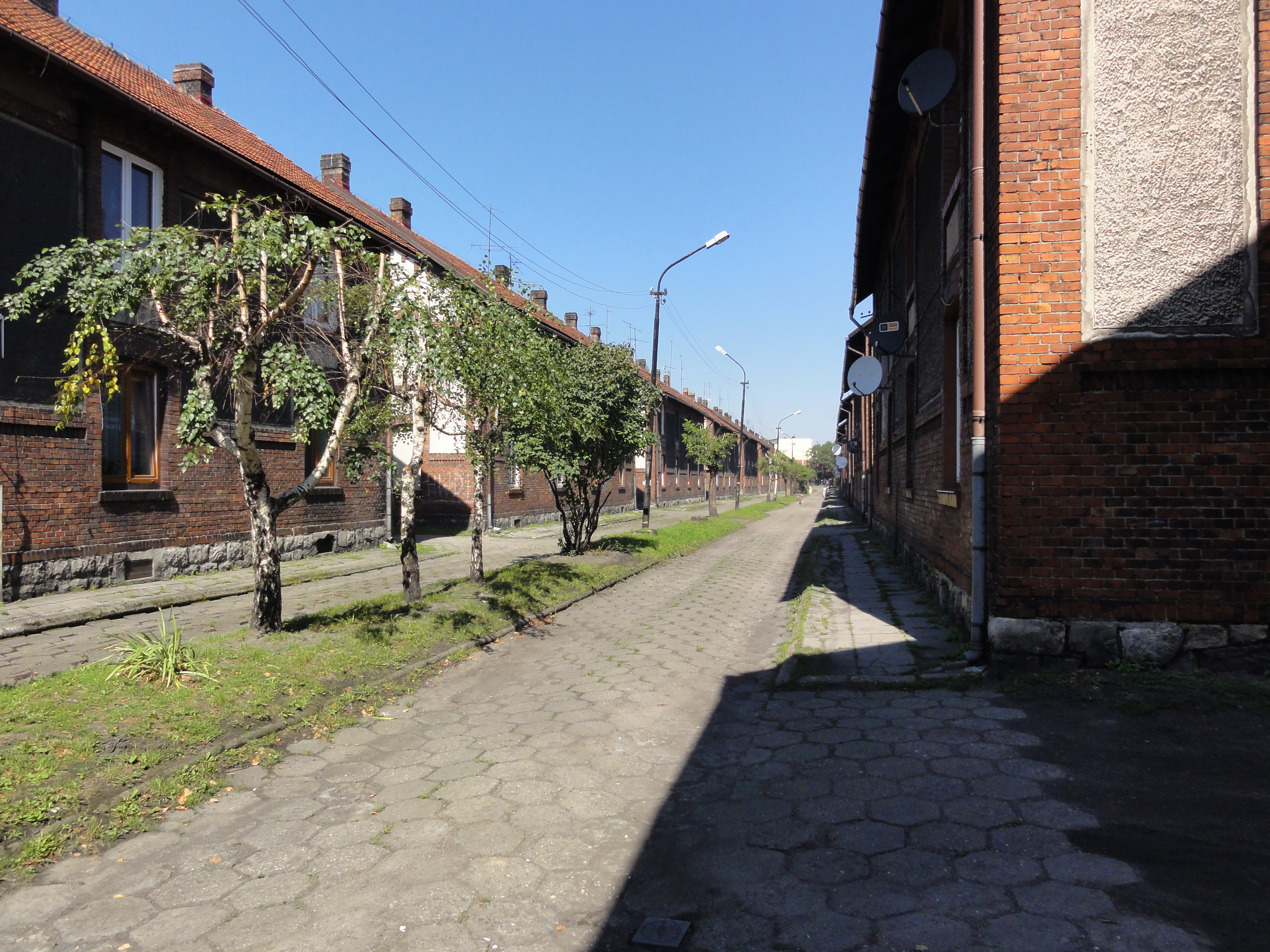
Familoki na Żebraczu

Do połowy XIX w. Czechowice i Dziedzice były niewielkimi wsiami granicznymi na północno-wschodnim krańcu Księstwa Cieszyńskiego. Później rozwój tych miejscowości był ściśle związany z biegnącymi tędy liniami kolejowymi. W 1855 Dziedzice otrzymały pierwsze połączenie kolejowe z Boguminem oraz pobliskim Bielskiem w ramach Kolei Północnej. W kolejnym roku linię tę przedłużono do Oświęcimia, a w następnych latach do Krakowa i Lwowa. Kiedy w 1867 zbudowano kolejną linię do leżącej ówcześnie w Prusach Pszczyny, Dziedzice stały się jednym z największych węzłów kolejowych na północy Austro-Węgier. W 1889 ułożono drugą linię torów na trasie Bogumin-Dziedzice aby usprawnić transport. Przy tej właśnie linii kolejowej zaczęły powstawać pierwsze duże zakłady przemysłowe: fabryka podkładów kolejowych (1890), rafineria nafty „Schodnica” (1896), fabryka przetwórstwa metalowego „Cynkownia” (1896), Kopalnia Węgla Kamiennego „Silesia” (wiercenia rozpoczęto w 1900), rafineria nafty „Vacuum Oil Company” (1905), zakład przetworów żywicznych, przetwórnia ryb morskich, fabryka brykietów węglowych, kilka cegielni i inne. W tym samym okresie nastąpił gwałtowny rozwój Dziedzic, zarówno pod względem demograficznym, jak i kulturowo-oświatowym. Były one bardzo silnym ośrodkiem polskiej myśli narodowej na skalę całego Śląska Cieszyńskiego. Rozrost gospodarczy – i siłą faktu ludnościowy – ośrodka czechowickiego i dziedzickiego nie uchodzi także uwagi Kościoła rzymskokatolickiego, czego wyrazem jest założenie przez jezuitów Domu Rekolekcyjnego (1905) z myślą o potrzebach środowiska robotniczego nie tylko miejscowego, ale i całego Śląska Cieszyńskiego i Górnego Śląska; stanowił on jednocześnie odpowiedź polskiego Towarzystwa Jezusowego na skierowany do jezuitów na świecie apel wzmożenia troski duszpasterskiej względem środowisk robotniczych i klasy robotniczej.
Według austriackiego spisu ludności z 1900 w Czechowicach w 420 budynkach na obszarze 2831 hektarów mieszkało 3964 osób, co dawało gęstość zaludnienia równą 140 os./km², z tego 3798 (95,8%) mieszkańców było katolikami, 72 (1,8%) ewangelikami a 94 (2,4%) wyznawcami judaizmu, 3481 (87,8%) było polsko-, 253 (6,4%) niemiecko- a 46 (1,2%) czeskojęzycznymi. Z kolei w Dziedzicach w 156 budynkach na obszarze 564 hektarów mieszkało 1618 osób, co dawało gęstość zaludnienia równą 286,9 os./km², z tego 1492 (92,2%) mieszkańców było katolikami, 40 (2,5%) ewangelikami a 86 (5,3%) wyznawcami judaizmu, 1322 (81,7%) było polsko-, 192 (11,9%) niemiecko- a 36 (2,2%) czeskojęzycznymi. Łącznie w 576 budynkach na obszarze 3395 (33,95 km²) hektarów mieszkało 5582 osób, co dawało gęstość zaludnienia równą 164,4 os./km², z tego 5290 (94,8%) mieszkańców było katolikami, 112 (2%) ewangelikami a 180 (3,2%) wyznawcami judaizmu, 4803 (86%) było polsko-, 445 (8%) niemiecko- a 82 (1,5%) czeskojęzycznymi. Do 1910 roku łączna liczba budynków wzrosła do 751 a mieszkańców do 9492 osób (gęstość zaludnienia 279,6 os./km²), w tym w Czechowicach blisko dwukrotnie do 7056 a w Dziedzicach do 2436. Odsetek osób niemieckojęzycznych wzrósł do 9,2% a czeskojęzycznych do 3,9%, ewangelików do 3,4%, żydów do 3,8%.

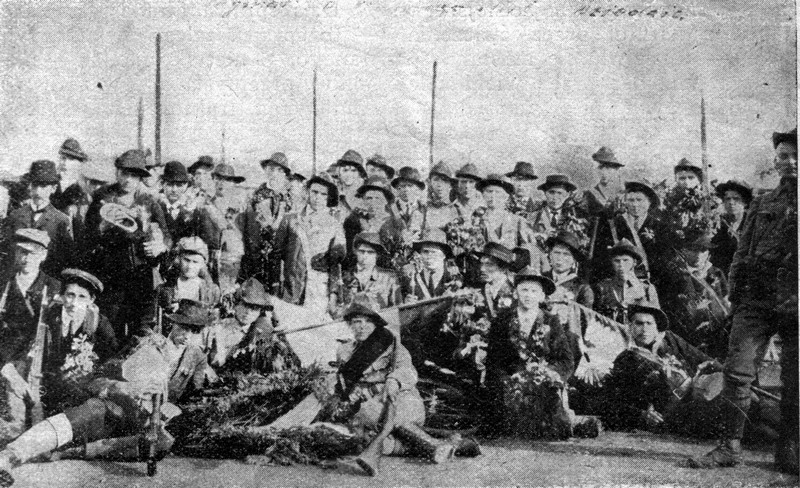
Drużyna Sokoła w Dziedzicach, która w 1914 roku wstąpiła do Legionu Śląskiego.

Po upadku monarchii austro-węgierskiej w 1918 i podziale Śląska Cieszyńskiego w 1920, Czechowice i Dziedzice znalazły się w granicach Polski. Nadal trwał rozwój przemysłowy Dziedzic, który wkrótce pociągnął za sobą rozwój sąsiednich Czechowic. Powstała fabryka Spółki Akcyjnej Przemysłu Elektrycznego „Czechowice” (1921), Fabryka Kabli Clement Zahm Spółka z o.o. (1928), fabryki zapałek, maszyn i pomp, rowerów, papieru i wiele innych. Nadal wysoka była aktywność kulturalna i polityczna mieszkańców. Powstało kilka domów kultury, w których działały Macierz Szkolna Księstwa Cieszyńskiego, Towarzystwo Gimnastyczne „Sokół” w Dziedzicach, „Siła”, Związek Strzelecki, Związek Legionistów Polskich. Działało kilka chórów, kilka amatorskich scen teatralnych, kina i liczne kluby sportowe. Czechowice i Dziedzice znalazły się w gronie przodujących gmin w ówczesnym województwie śląskim. W latach 30. w dzielnicy Lesisko powstało nowe centrum administracyjno-usługowe w ówczesnej gminie Czechowice.

### II wojna światowa

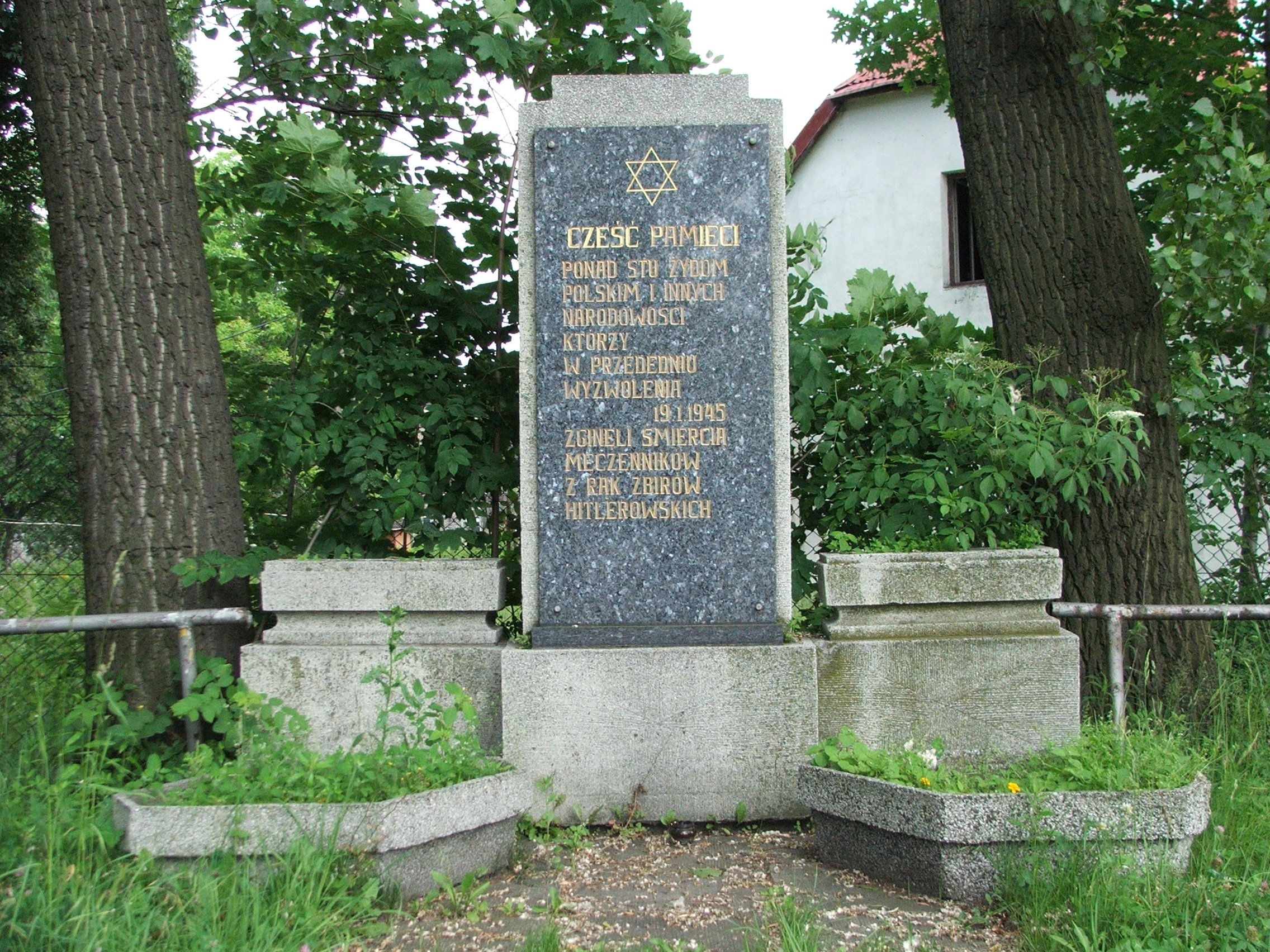
Pomnik poświęcony ponad 100 polskim Żydom zamordowanym w 1945

W okresie okupacji niemieckiej tereny te zostały włączone do Rzeszy Niemieckiej. Rozpoczęły się przymusowe zsyłki na roboty w głąb Rzeszy, wywłaszczenia, łapanki uliczne i domowe, deportacje do obozów koncentracyjnych, wyroki śmierci i publiczne egzekucje. Zniszczono całe polskie życie organizacyjne i polityczne oraz polskie szkolnictwo. Do 1940 istniały samodzielne gminy Czechowice i Dziedzice, które wkrótce połączono w jedną jednostkę organizacyjną. Podczas okupacji Niemcy zmienili nazwę Czechowic na Tschechowitz (1943-45). W miejscowości od 1942 roku funkcjonował jeden z sieci obozów koncentracyjnych administrowany przez Hauptamt Volksdeutsche Mittelstelle przeznaczonych dla Polaków na Śląsku – Polenlager Tschechowitz-Dzieditz. 
W 1945 w ramach ofensywy styczniowej wojska Armii Czerwonej dotarły do Czechowic-Dziedzic, i pomimo znacznego oporu ze strony wojsk niemieckich 8 lutego 1945 przerwały trwającą od 1939 okupację niemiecką.  W zdobyciu miasta uczestniczył 101 Korpus Armijny z 38 Armii należącej do 4 Frontu Ukraińskiego.
Pierwszym komendantem posterunku Milicji Obywatelskiej został żołnierz Narodowych Sił Zbrojnych Henryk Flame, który w kwietniu 1945 przeszedł do konspiracji.

### Dzieje powojenne
Od maja 1945 do 11 kwietnia 1949 na terenie Dziedzic funkcjonował Specjalny Punkt Etapowy Zachodni, jeden z trzech największych w Polsce punktów repatriacyjnych, przez który przewinęło się około 500 tys. ludzi (z ogólnej liczby 1,3 mln repatriantów).
Po zakończeniu II wojny światowej gmina bardzo szybko podniosła się z wojennych strat. Początkowo istniała zbiorowa gmina Czechowice-Dziedzice, następnie podzielona na dwie odrębne jednostki. 1 stycznia 1951 gminę Dziedzice włączono do gminy Czechowice, nadając równocześnie (powiększonej) gminie Czechowice prawa miejskie i zachowując „Czechowice” jako nazwę miasta. Wywołało to niezadowolenie mieszkańców Dziedzic, którzy podjęli działania na rzecz przywrócenia nazwy Dziedzice. W wyniku tych starań 22 listopada 1958 zmieniono nazwę miasta na Czechowice-Dziedzice, która obowiązuje do dziś.

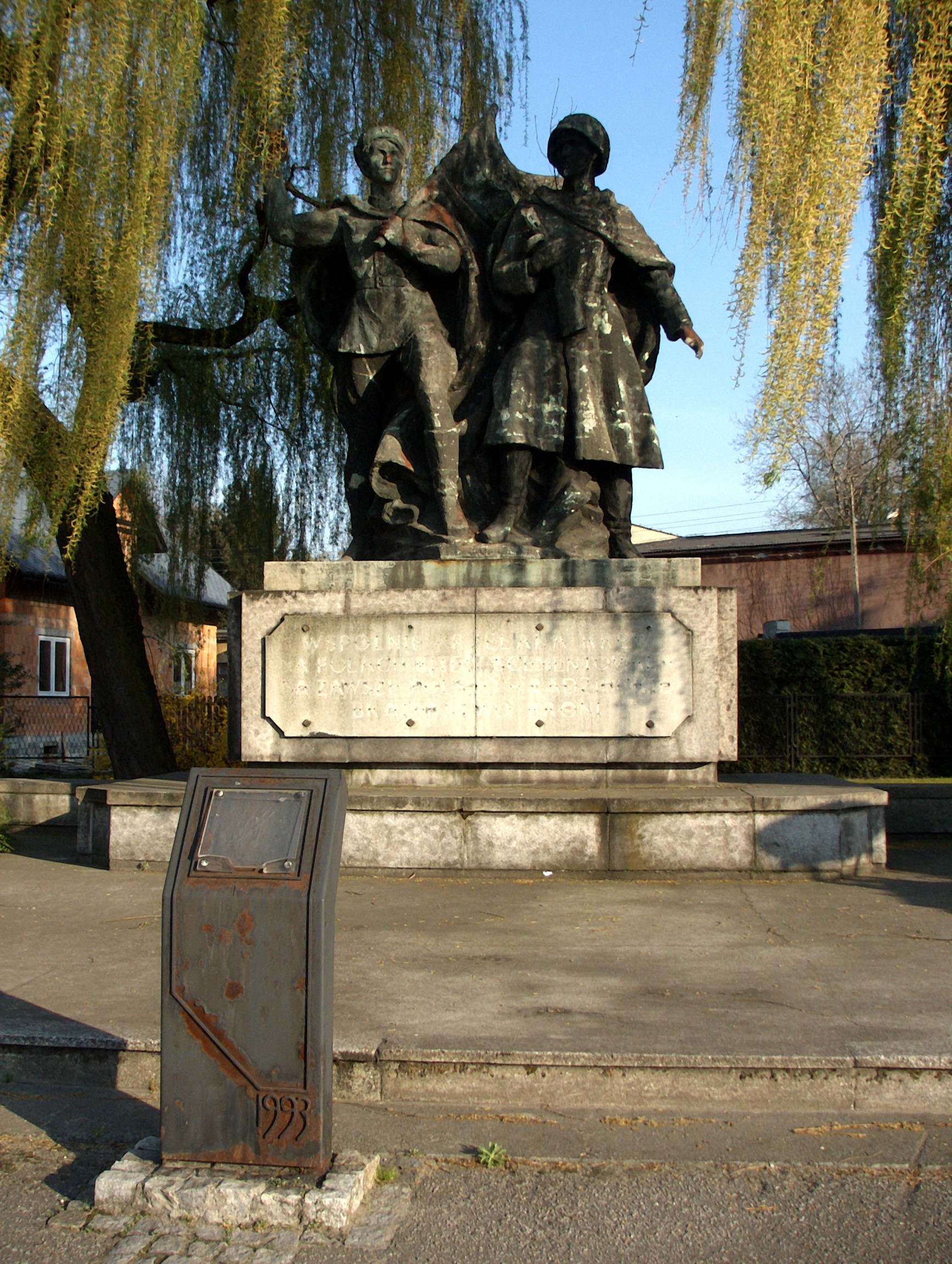
Pomnik Braterstwa Broni z czasów PRL zdemontowany w 2021 roku

W 1975, po reformie administracyjnej kraju, miasto pozostało w województwie katowickim pomimo sąsiedztwa z Bielskiem-Białą, stolicą nowo powstałego województwa bielskiego. Dwa lata później przyłączono do Czechowic-Dziedzic ówczesną gminę Ligota (Ligota, Bronów, Zabrzeg) oraz gminę Bestwina (Bestwina, Bestwinka, Janowice, Kaniów), która uzyskała ponowną niezależność w 1982. Od 1999 gmina Czechowice-Dziedzice przynależy do województwa śląskiego (powiat bielski). Pod koniec lat dziewięćdziesiątych XX stulecia w czasie burmistrzowania Jana Bergera nastąpiło również lepsze uzgodnienie insygniów miejskich z odczuciami mieszkańców. W odpowiedzi na starania miasta przygotowano od 1999 nowe insygnia, ostatecznie zatwierdzone w 2001. Także w 1999 Stolica Apostolska ustanowiła patronem miasta św. Andrzeja Bobolę, co nastąpiło w odpowiedzi na starania miasta, pamiętającego, iż miasto to było pierwszym miejscem uroczystego postoju relikwii Świętego przy ich powrocie do kraju, jak również jego wstawiennictwu przypisywano wsparcie w katastrofach przemysłowych, zwłaszcza przy zatrzymaniu pożaru rafinerii.
Miasto nawiedziły powodzie w latach 2010 i 2024, powodując znaczne szkody.

## Symbole miasta

Logo Czechowic-Dziedzic

- Herb miasta przedstawia złotego półorła śląskiego na błękitnym tle oraz wizerunek św. Andrzeja Boboli – patrona miasta.
- Flaga miasta jest błękitna z czarnym pasem u dołu. Czarny pas symbolizuje katastrofy, w których zginęło 98 osób: Pożar w rafinerii w 1971 oraz katastrofy górnicze (1974, 1979).
- Logo miasta zostało stworzone w 2011 roku przez Pawła Kapczyńskiego – laureata konkursu rozpisanego przez władze miejskie[40]. Tworzy go zaokrąglony niebieski pas przecinany przez zielony, nad którym znajduje się czerwona kropka. Niebieski kolor symbolizuje rzeki i zbiorniki wodne, zielony do natury, bogactwa przyrodniczego, lasów, a pomarańczowa kropka wskazuje na zapał, pasję i pracowitość, które charakteryzują mieszkańców Czechowic-Dziedzic oraz podkreśla ciepło i kolor życia.. Logo zostało przyjęte uchwałą nr XXIII/198/12 Rady Miejskiej w Czechowicach-Dziedzicach z dnia 29 maja 2012 r[41].

## Architektura

### Obiekty zabytkowe

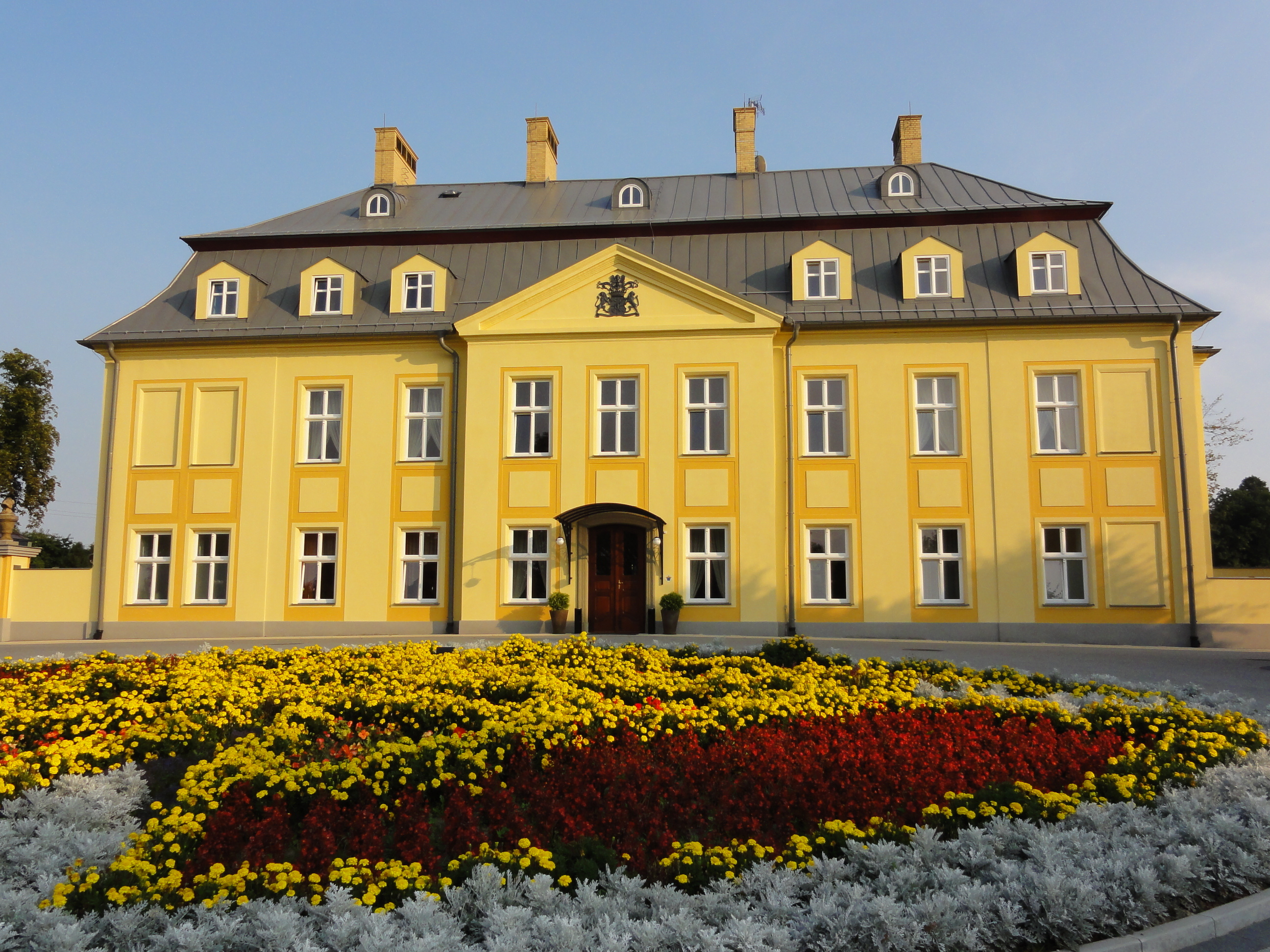
Pałac Kotulińskich

Do obiektów zabytkowych Czechowic-Dziedzic wyróżnionych w rejestrze zabytków województwa śląskiego należą:
- Pałac Kotulińskich, wybudowany 1729 r. – poł. XVIII w., rokokowy. Obok park o pow. 1 ha z aleją bukową.
- Zespół zabudowań dworskich (przy pałacu Kotulińskich): spichlerz pierwotnie warowna siedziba właścicieli, 2 czworaki, zarządcówka, stajnia, budynek ogrodowy, założenie terenów zielonych (w tym 3 stawy i 3 aleje spacerowe)
- Kościół parafialny pw. św. Katarzyny, w latach 1722–1729 ufundowany przez K. Kotulińskiego, późnobarokowy, wieża z 1800 r. Przy plebanii znajdują się pomniki przyrody: 2 dęby o obwodach 460 i 350 cm
- Kaplica obok kościoła parafialnego pw. Wspomożenia Wiernych
- Dom murowany nr 48 przy ul. Legionów 13
- Budynek mieszkalny przy ul. Legionów 48
- Kamienica usługowo-mieszkalna przy ul. Niepodległości 2-2a (nr rej. A/1320/23 z 8 grudnia 2023 r.[43])
- Budynek dworca kolejowego wybudowany w 1855 r.
- Kościół parafialny pw. NMP Wspomożenia Wiernych, wybudowany na cmentarzu w latach 1882–1890, rozbudowany w 1937 r. Kaplica pochodzi z 1841 r., kostnica z XVIII w.[44]

### Obiekty historyczne

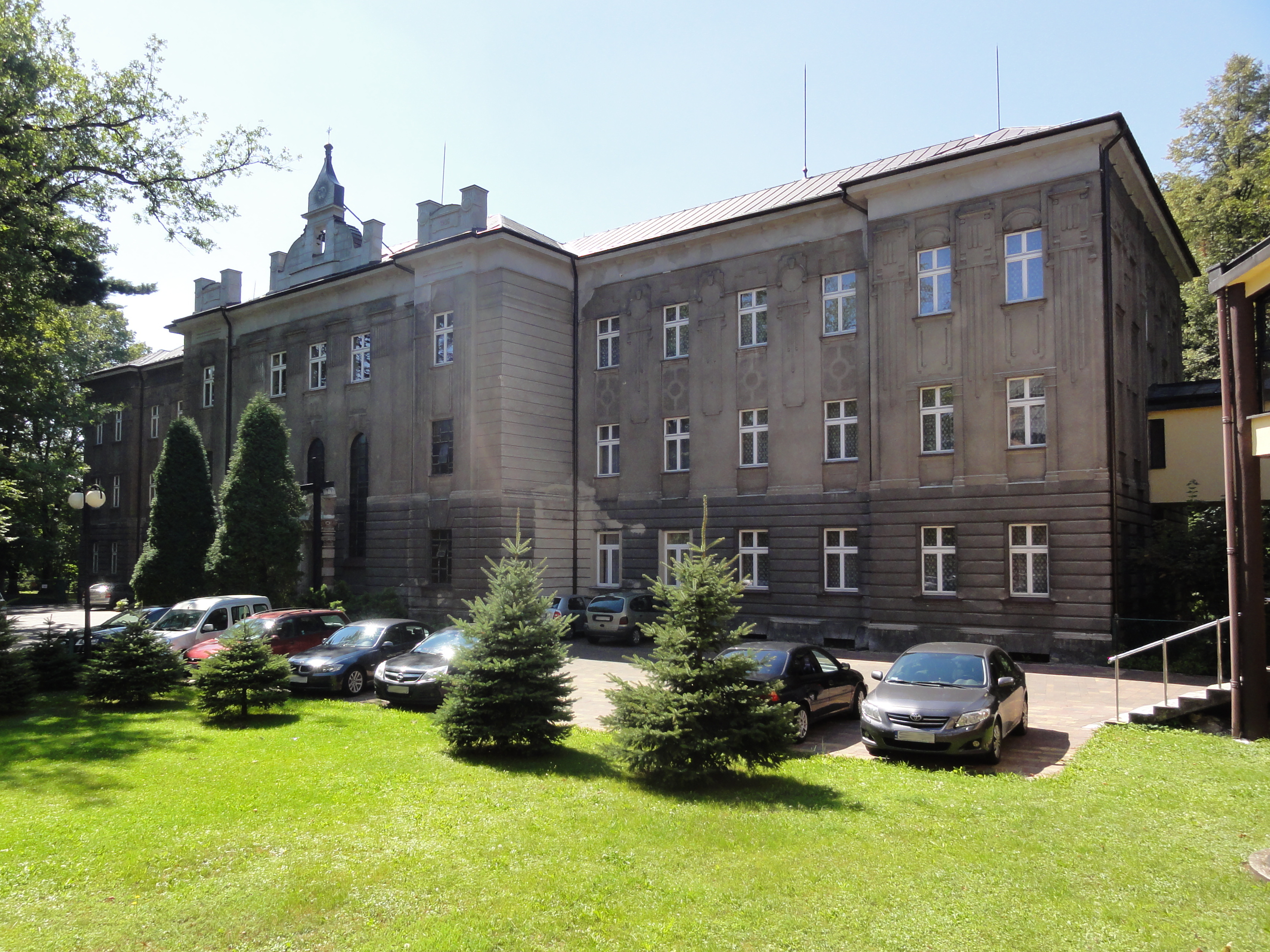
Jezuicki ośrodek duszpasterski

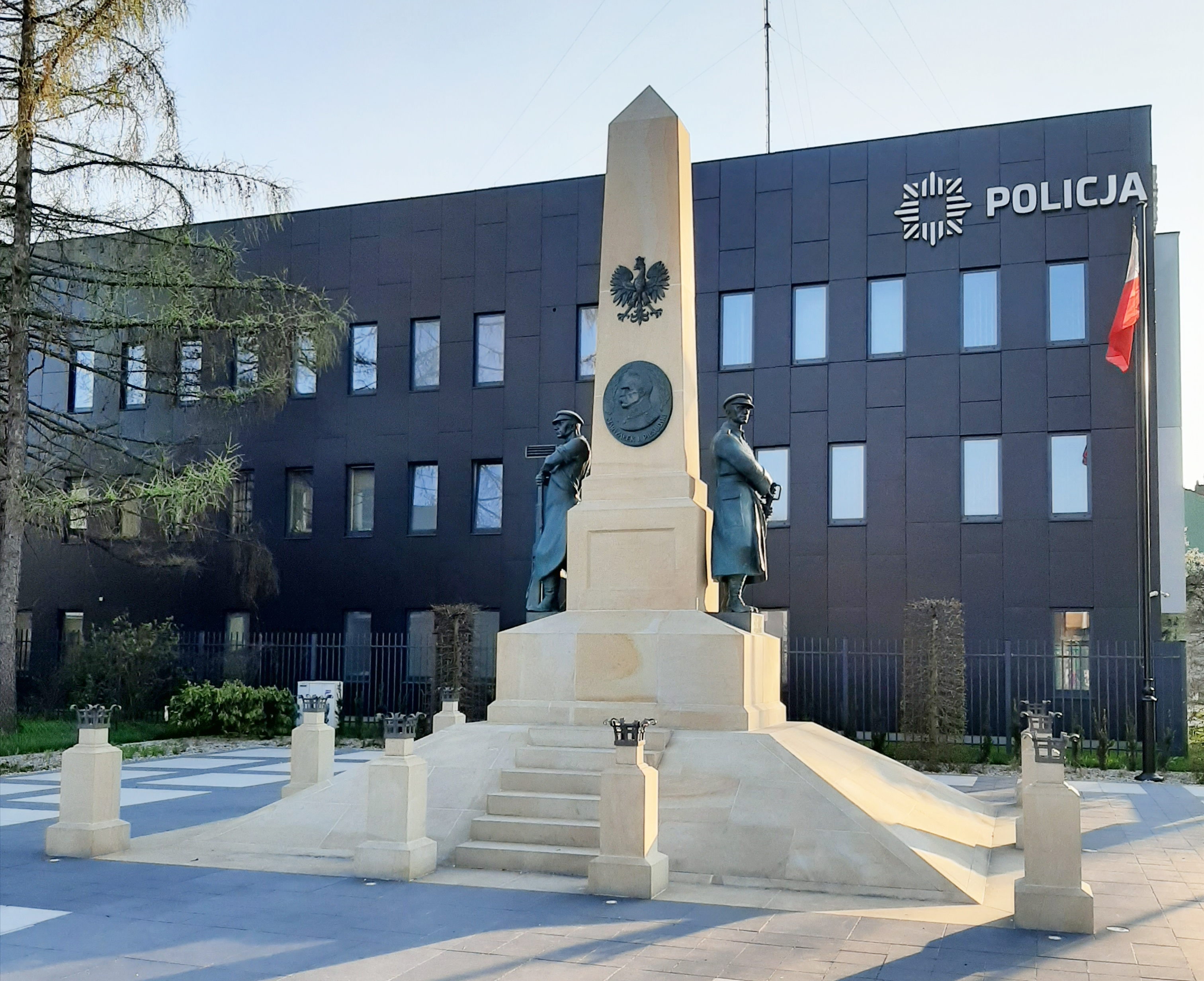
Pomnik Wolności, przed komisariatem policji

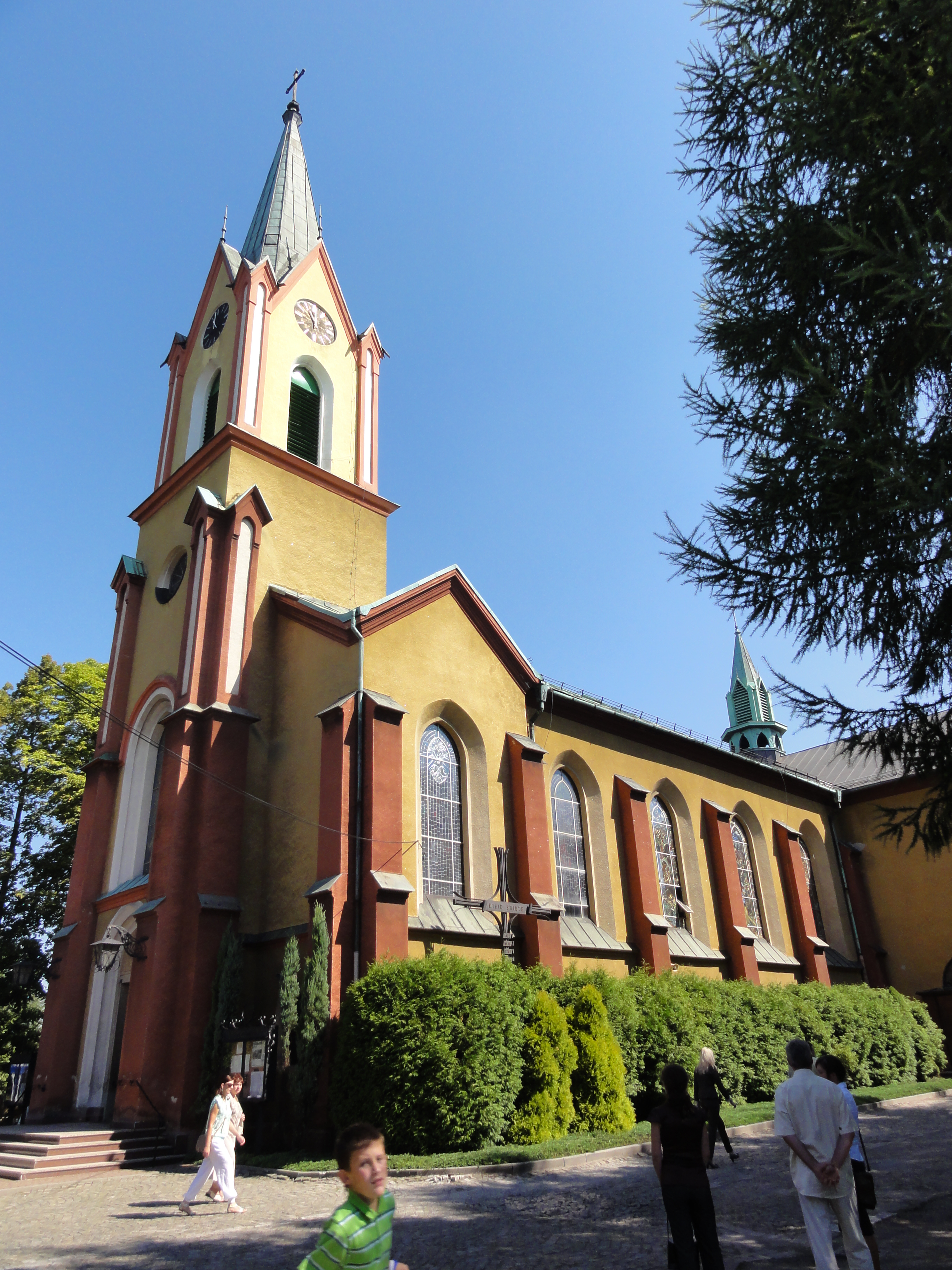
Kościół parafialny pw. NMP Wspomożenia Wiernych

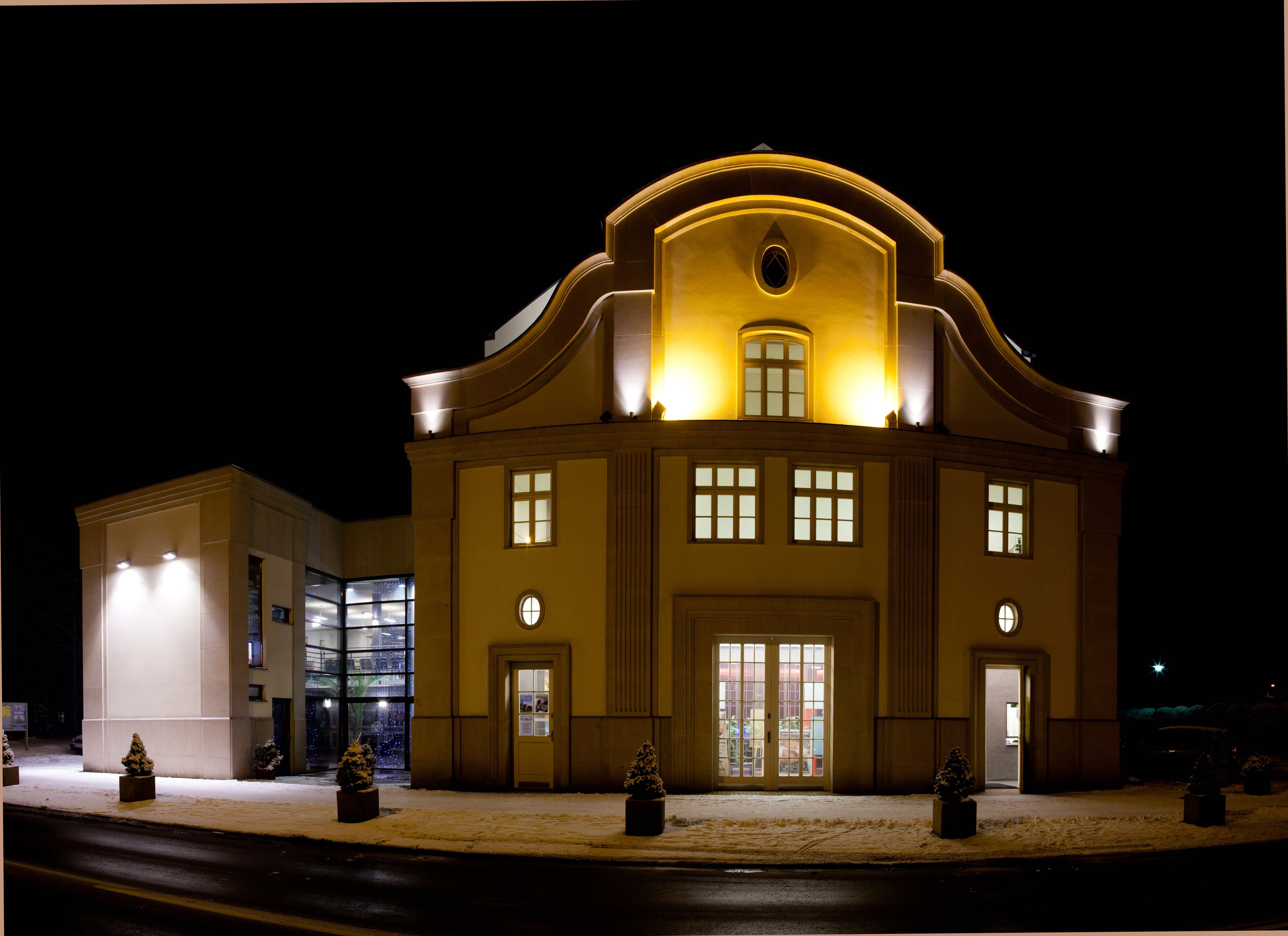
Miejski Dom Kultury oraz Kino „Świt”

Obiekty nieznajdujące się w rejestrze zabytków pełniące funkcję historyczną bądź kulturową:
- Jezuicki ośrodek duszpasterski, popularnie określany jako „Klasztor” – od nazwy domu zakonnego. Rozbudowany obecnie jako ośrodek duszpasterski najpierw powstał w 1905 r. jako Dom Rekolekcyjny św. Józefa. W latach pięćdziesiątych ubiegłego stulecia utworzono przy „Klasztorze” parafię prowadzoną przez jezuitów pod tym samym wezwaniem św. Józefa i korzystającą ze wspólnych pomieszczeń z Domem Rekolekcyjnym. Z chwilą wybudowania świątyni pod wezwaniem św. Andrzeja Boboli zmieniono także tytuł parafii, wciąż stanowiącej część jezuickiego ośrodka duszpasterskiego – na par. pw. św. Andrzeja Boboli. W tym kościele miało miejsce ogłoszenie św. Andrzeja Boboli Patronem Miasta, z woli Stolicy Apostolskiej dokonane w 1999 r. przez Ks. Bp. bielsko-żywieckiego Tadeusza Rakoczego.
- Kościół parafialny pw. NMP Królowej Polski. Wybudowany w 1939 roku.
- Familoki na osiedlu górniczym Żebracz
- Budynek Szkoły Podstawowej nr 1
- Budynek Szkoły Podstawowej nr 4

### Pomniki
Współczesne:
- Pomnik poświęcony ponad 100 polskim Żydom zamordowanym w 1945 roku
- Pomnik poświęcony ofiarom pożaru rafinerii w 1971 roku
- Pomnik Wolności (zniszczony w 1939, odbudowany w 2018[45]) na Skwerze Stulecia

Dawne:
- Pomnik Braterstwa Broni z 1953 roku przy rondzie Solidarności (zdemontowany w 2021)[46].

### Cmentarze
- Katolicki cmentarz przy kościele NMP Wspomożenia Wiernych przy ul. Legionów[47]
- Cmentarz parafialny przy kościele św. Katarzyny przy ul. Kopernika[47]
- Cmentarz ewangelicki przy ul. Łagodnej
- Nieczynny cmentarz żydowski przy ul. Szkolnej

Dodatkowo, w centrum miasta, na Skwerze Stulecia znajduje się otwarty w 2015 roku komisariat policji.

## Kultura

### Miejska Biblioteka Publiczna

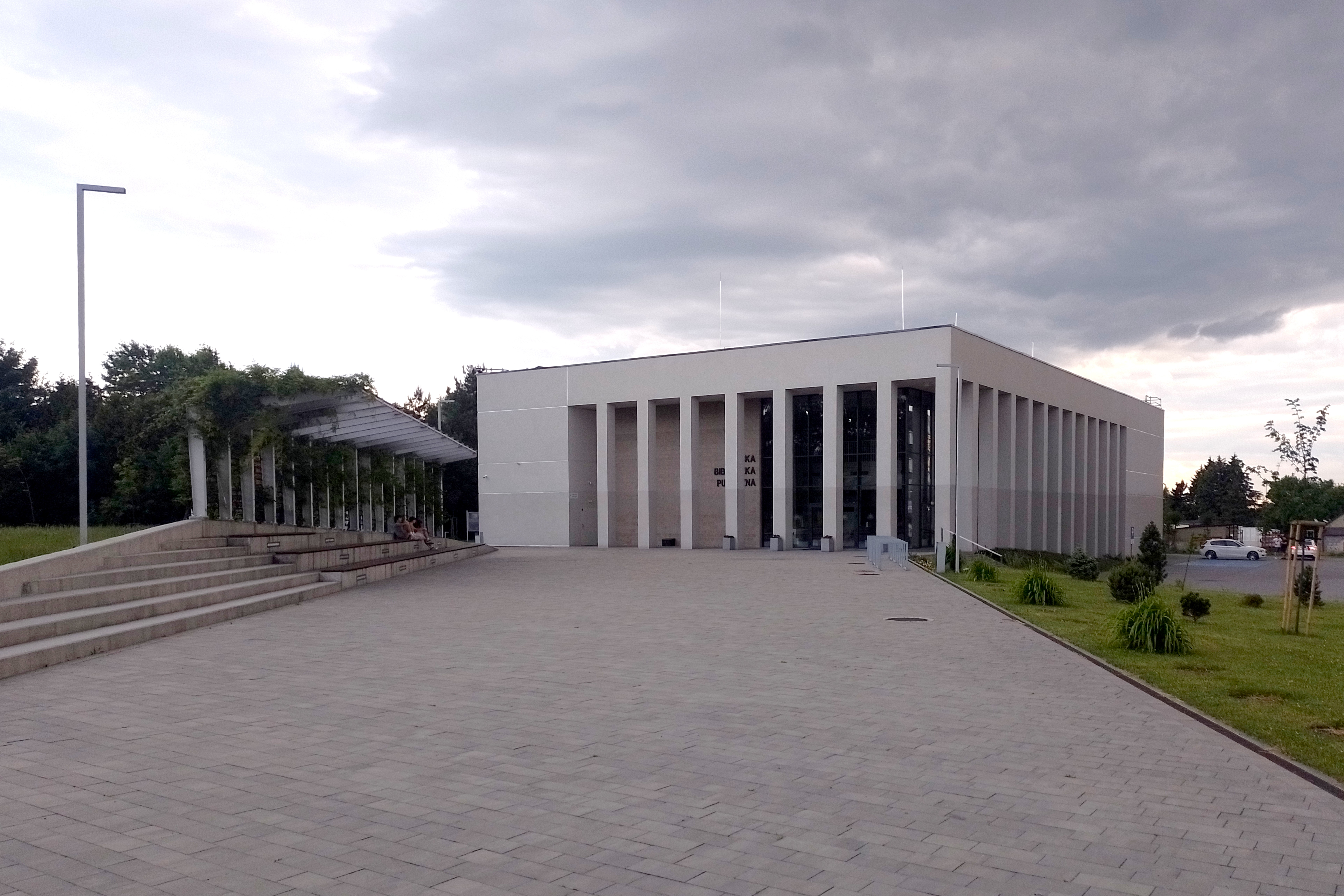
Siedziba Miejskiej Biblioteki Publicznej

Miejska Biblioteka Publiczna działa od 1949 roku. Jej zbiory na koniec 2010 roku liczyły 269 757 woluminów oraz zarejestrowano 12 533 czytelników.
W 2011 roku czechowicka biblioteka zajęła pierwsze miejsce w ogólnopolskim rankingu bibliotek przygotowanym przez dziennik Rzeczpospolita oraz Instytut Książki.

### Miejski Dom Kultury
Miejski Dom Kultury powstał w 1924 roku. Placówka jest m.in. głównym organizatorem odbywających się w mieście kulturalnych imprez cyklicznych. Od 1925 roku przy MDKu działa również Kino Świt.
W MDKu działalność prowadzi również Izba Regionalna, a także Czechowicki Teatr Muzyczny „Movimento”. Swą siedzibę ma tam Towarzystwo Przyjaciół Czechowic-Dziedzic.

### Kina
- Kino „Świt” w Miejskim Domu Kultury, organizującym także imprezy cykliczne, np. Alkagran.
- Multikino w centrum handlowym Stara Kablownia[53]

### Imprezy cykliczne
Głównymi organizatorami cyklicznych imprez kulturalnych w Czechowicach-Dziedzicach są Miejski Dom Kultury oraz Miejska Biblioteka Publiczna.
- Karnawałowy Ogródek Teatralny – KOT
- Tydzień Filmu Polskiego – Filmowe Polonica
- Wiosenne Parady Taneczne
- Dni Czechowic-Dziedzic
- Czechowickie Prezentacje Filmowe
- Jesienny Festiwal Muzyczny „Alkagran”
- Zimowe Spotkania Teatralne
- Dajcie Dzieciom Uśmiech – impreza integracyjna dla dzieci i młodzieży niepełnosprawnej
- Bawimy się razem – impreza integracyjna dla dzieci i młodzieży niepełnosprawnej
- Międzynarodowy Dzień Literatury Dziecięcej „Noc z Andersenem”
- „Spotkania, które cieszą” – cykliczne spotkania dla dzieci niepełnosprawnych
- Tydzień Bibliotek
- Cała Polska Czyta Dzieciom – Korowód Młodości
- Galeria „Ex Libris” – wystawy i spotkania
- Doroczne spotkania dla najlepszych czytelników
- Akcje „Lato w bibliotece” oraz „Zima w bibliotece"
- Koncerty charytatywne Stowarzyszenia „Nowa Inicjatywa”[55]

## Prasa
- Gazeta Czechowicka
- Biuletyn samorządowy Czechowic-Dziedzic
- Gazeta Region

## Edukacja

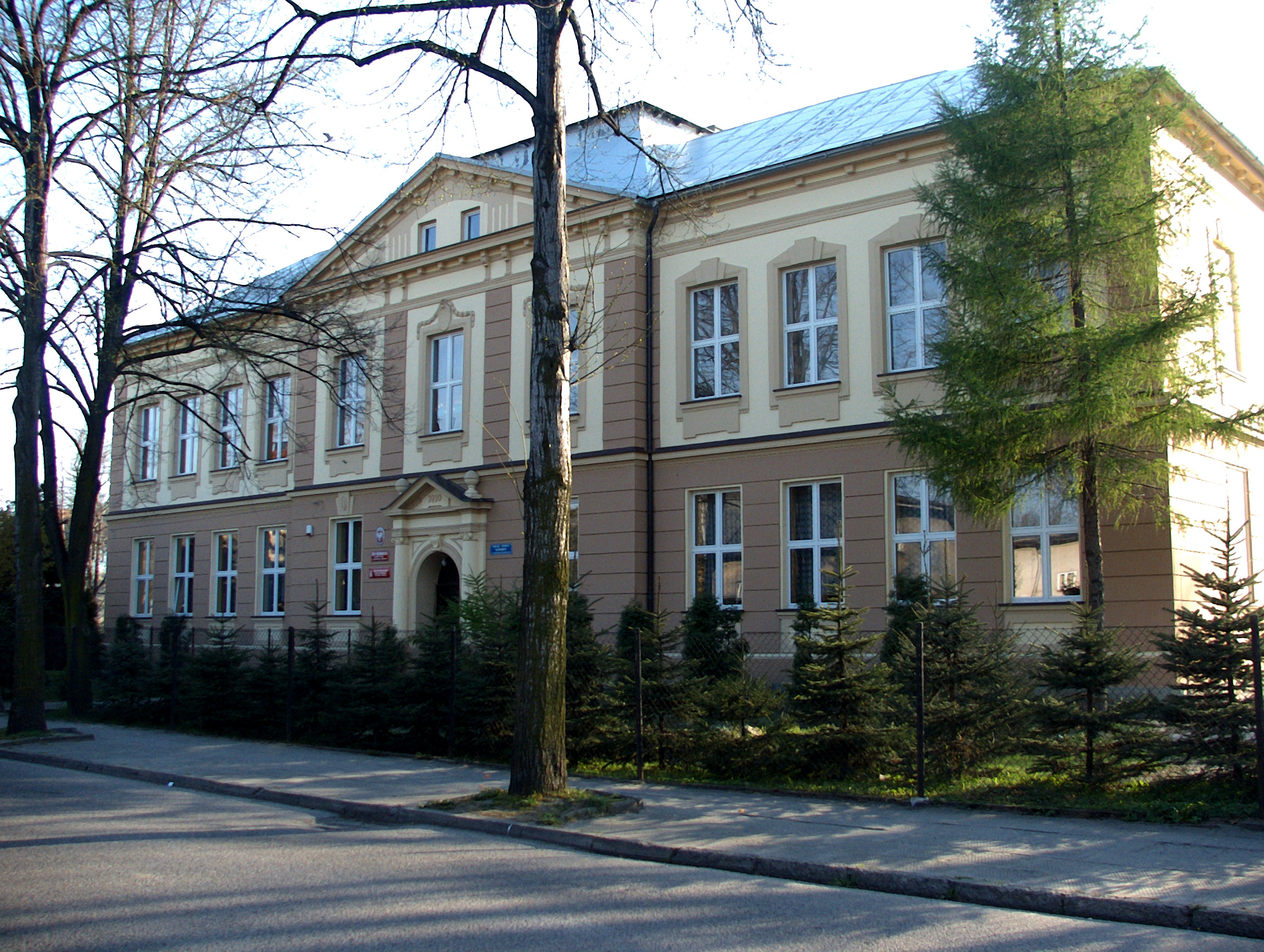
Szkoła Podstawowa nr 4 im. Orła Białego

W Czechowicach-Dziedzicach działa 12 przedszkoli, w tym jedno katolickie. Funkcjonuje tu również 12 szkół podstawowych (w tym dwie specjalne i jedna katolicka).
Na etapie szkoły średniej funkcjonuje Liceum Ogólnokształcące im. Marii Skłodowskiej-Curie oraz zespoły szkół: Zespół Szkół „Silesia”, Zespół Szkół Technicznych i Licealnych im. Stanisława Staszica oraz Zespół Szkół Handlowo-Usługowych. Szkołę zawodową prowadzi również Zespół Szkół Specjalnych nr 4.
Spośród szkół wyższych na terenie miasta działają ośrodki dydaktyczne Politechniki Krakowskiej oraz Wyższej Szkoły Społeczno-Ekonomicznej w Warszawie.

## Gospodarka

### Przemysł

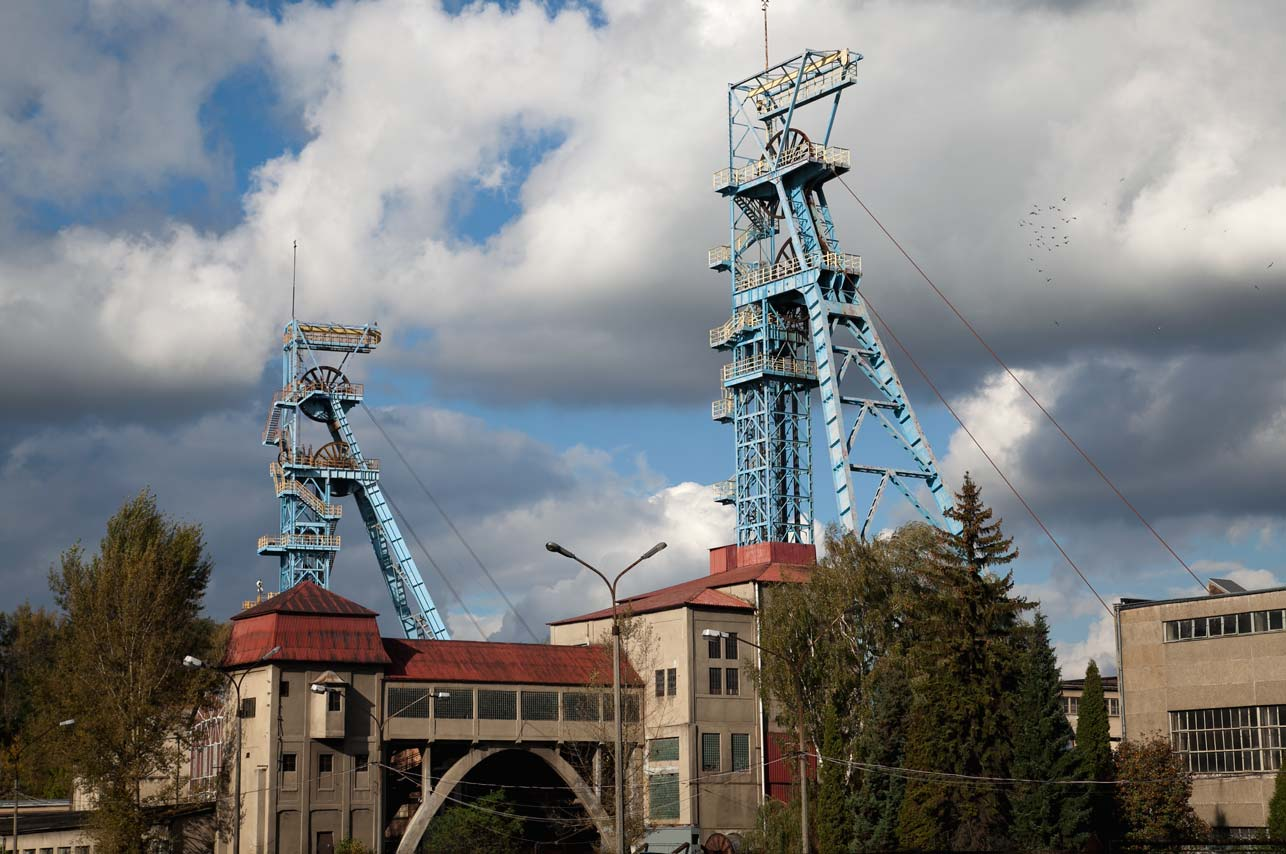
PG Silesia

Czechowice-Dziedzice są miastem przemysłowym leżącym w Bielskim Okręgu Przemysłowym obejmującym teren od Cieszyna po Andrychów.
Działalność przemysłowa obejmuje między innymi sektory: samochodowy, elektroenergetyczny, metalurgii miedzi, kabli i przewodów, wyrobów elektrotechnicznych, organiczny, ceramiki budowlanej, betonów, tartaczny, zapałczany, odzieży i bielizny osobistej, mięsny i piekarniczy.
Do największych działających tu zakładów należą: Valeo, PG Silesia, PKP Cargo S.A. Zakład Taboru, Walcownia Metali Dziedzice S.A., Lotos Terminale S.A. oraz TRW Automotive.
Pod koniec 2020 roku PCC Consumer Products Czechowice podjął decyzje o zamknięciu ostatniej w Polsce, posiadającej 100-letnie tradycje fabryki zapałek.

### Handel

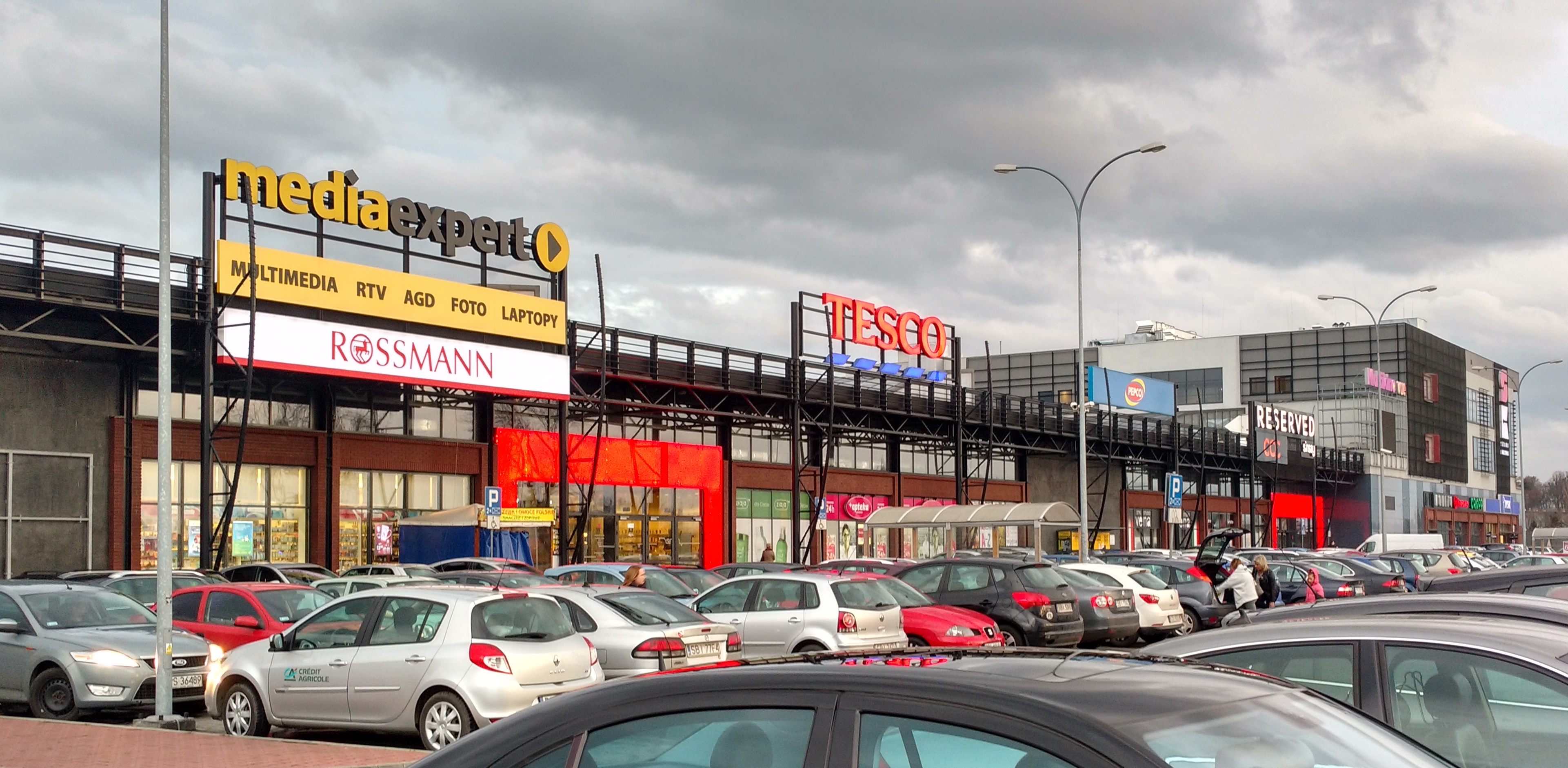
Stara Kablownia

Na terenie dawnej fabryki kabli otwarto w 2013 roku centrum handlowe Stara Kablownia. Jej powierzchnia użytkowa wynosi 19 000 m².
Poza Starą Kablownią największe sklepy w mieście to Kaufland, Dom Handlowy „Dziedzic”, prowadzony przez Zeta sp. z o.o. oraz „Walcownik” prowadzony przez Społem PSS.
Na terenie miasta znajduje się jedno targowisko mieszczące się na Placu Targowym pomiędzy ulicami Jana Sobieskiego i Targową.

## Sport

### Obiekty sportowe
Spośród obiektów sportowo-rekreacyjnych, miasto posiada:
- Stadion Miejski
- Basen kryty „Wodnik”
- Kąpielisko miejskie
- Lodowisko
- 3 boiska w ramach projektu Orlik 2012
- Staw kopalniany „Kopalniok"

### Kluby sportowe

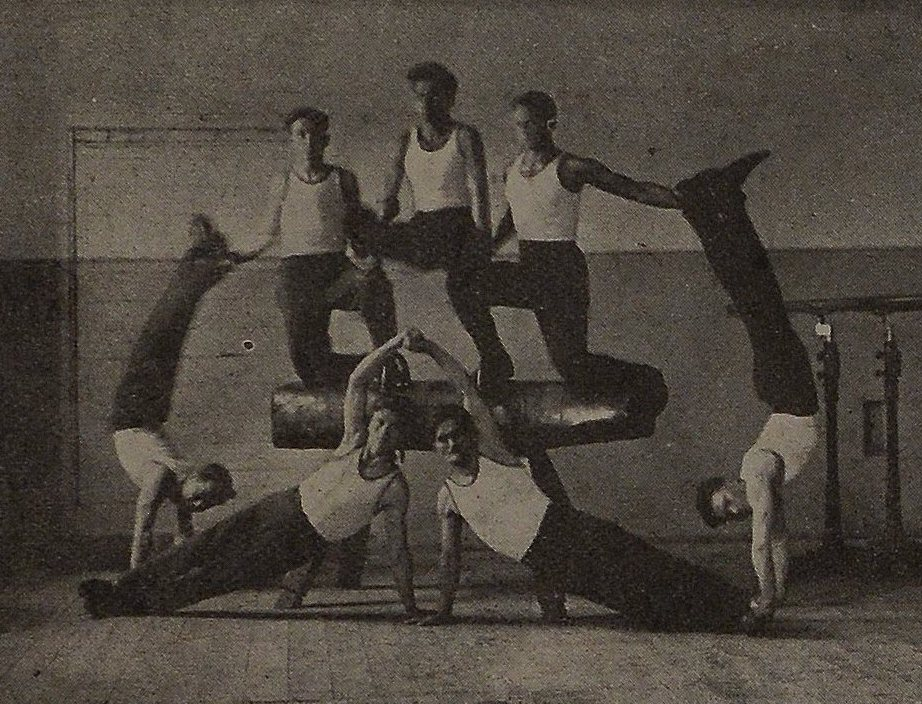
Męska sekcja gimnastyczna TG Sokół w Dziedzicach w 1930 roku.

Jedną z pierwszych organizacji sportowych w mieście było Towarzystwo Gimnastyczne „Sokół” w Dziedzicach jedno z najstarszych na Śląsku Cieszyńskim gniazd Polskiego Towarzystwa Gimnastycznego „Sokół” utworzonego w czerwcu 1905 roku. W dwudziestoleciu międzywojennym w ramach lokalnego Sokoła działała drużyna gimnastyczna pod kierownictwem p. Szostaka oraz sekcja piłki nożnej o nazwie „Grażyna”, na której potrzeby zbudowano boisko sportowe.
- piłka nożna – MRKS Czechowice-Dziedzice, LKS Sokół Zabrzeg, LKS Ligota Centrum, UMKS Trójka Czechowice-Dziedzice
- siatkówka – MTS Winner Czechowice-Dziedzice
- koszykówka – MKS Czechowice-Dziedzice
- judo – MKS Czechowice-Dziedzice
- kajakarstwo – Górnik Czechowice, którego spadkobiercą został Gwarek Czechowice
- karate – CKK „Keiko”
- saneczkarstwo – ULKS Lipowiec
- kajakarstwo – UKS-SET KANIÓW
- kajakarstwo – MKS Czechowice- Dziedzice[62]

## Wspólnoty wyznaniowe

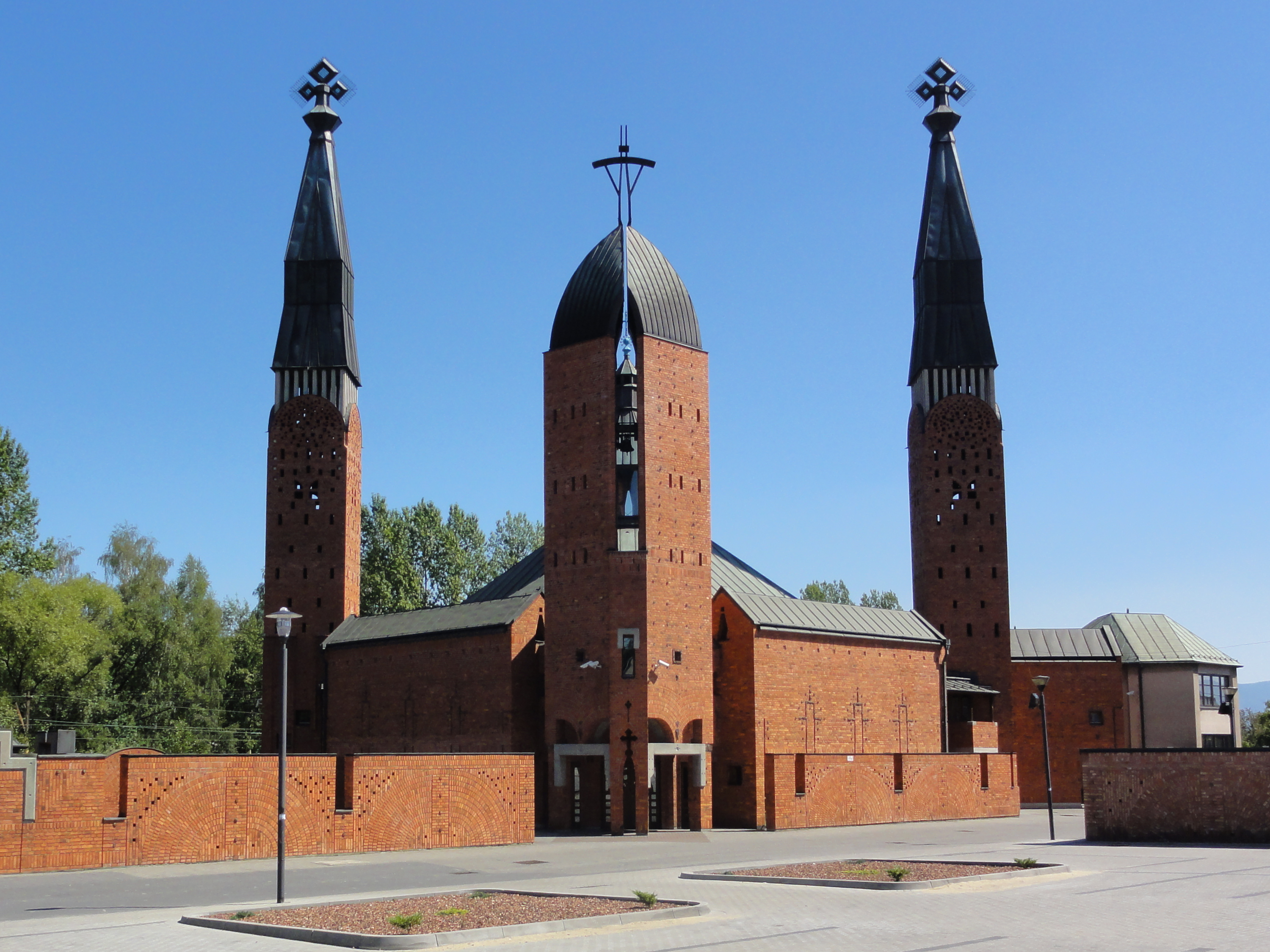
Kościół parafialny pw. Jezusa Chrystusa Odkupiciela

W Czechowicach-Dziedzicach mieści się siedziba dekanatu czechowickiego, w którego skład wchodzi 12 parafii, z których w mieście zlokalizowanych jest 8: św. Andrzeja Boboli, św. Barbary, Jezusa Chrystusa Odkupiciela, św. Katarzyny, św. Maksymiliana Kolbego, NMP Królowej Polski, NMP Wspomożenia Wiernych, św. Stanisława Biskupa i Męczennika.
Miasto jest położone na terenie diecezji cieszyńskiej Kościoła Ewangelicko-Augsburskiego, który obejmuje parafię w Czechowicach-Dziedzicach. W mieście działalność duszpasterską prowadzą także inne kościoły protestanckie: Chrześcijańska Wspólnota Ewangeliczna (placówka misyjna Czechowice-Dziedzice), Kościół Adwentystów Dnia Siódmego (zbór w Czechowicach-Dziedzicach) oraz Kościół Zielonoświątkowy (zbór „Nowe Życie”).
Swoją działalność na terenie miasta prowadzą również dwa zbory Świadków Jehowy (Sala Królestwa ul. Legionów) oraz Świecki Ruch Misyjny „Epifania”.

## Polityka

### Samorząd

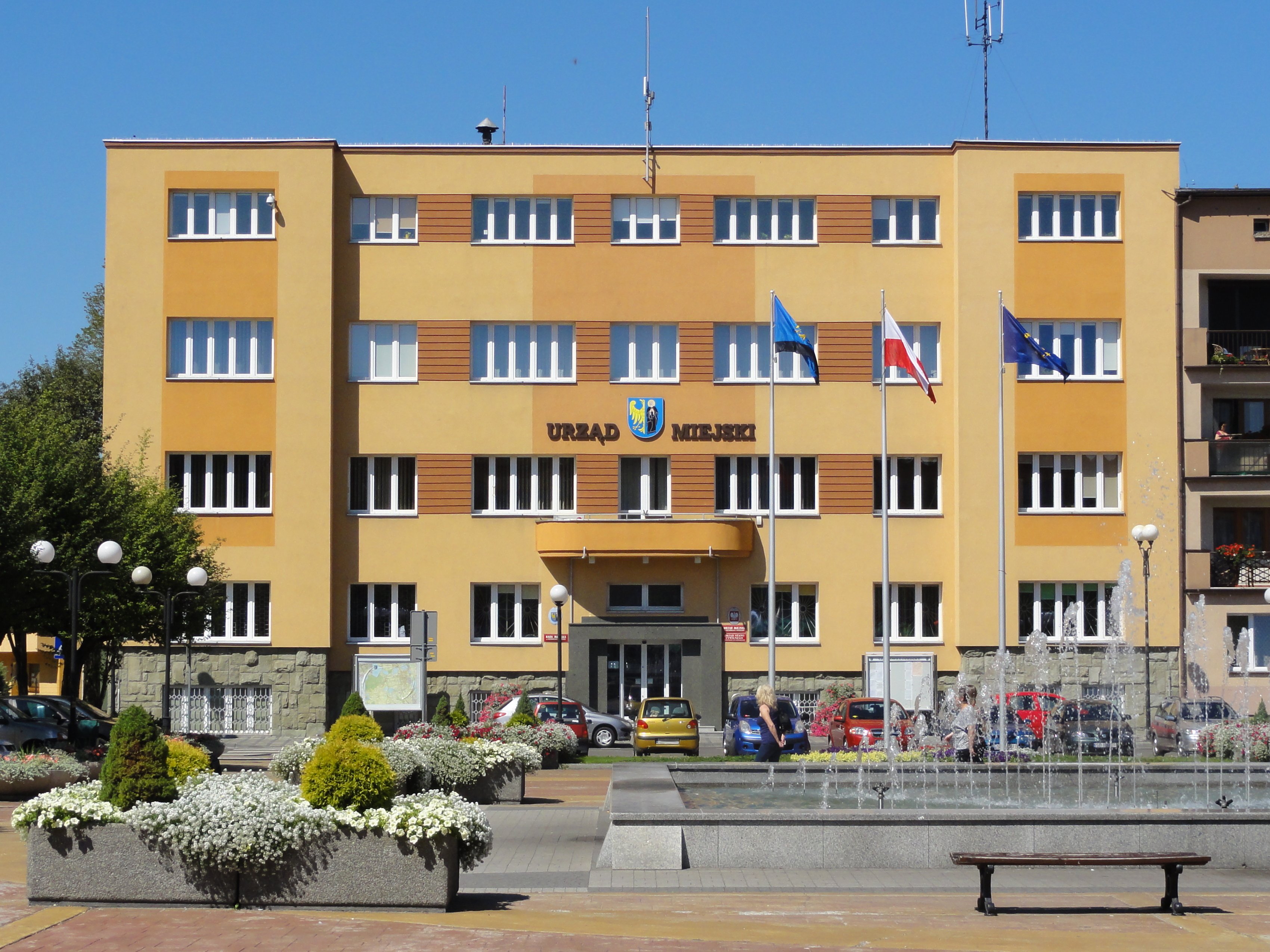
Budynek Urzędu Miejskiego

Czechowice-Dziedzice są siedzibą gminy miejsko-wiejskiej. Zgodnie z ustawą o samorządach z 1990 roku, gmina posiada Burmistrza Miasta i Gminy – organ władzy wykonawczej i Radę Miejską – organ władzy stanowiącej i kontrolnej.
Funkcję burmistrza od 2006 roku pełni Marian Błachut. W latach 1990–2006 funkcję burmistrza pełnił Jan Berger. W wyborach samorządowych w 2018 roku Marian Błachut został wybrany na czwartą kadencję uzyskując 13307 głosów w I turze wyborów, co stanowi 69,02% ważnych głosów.
Rada Miejska w Czechowicach-Dziedzicach jest organem stanowiącym i kontrolnym gminy. W jej skład wchodzi 21 radnych wybranych przez mieszkańców w wyborach powszechnych. Funkcję przewodniczącego Rady VIII kadencji (2018-2023) pełni Damian Żelazny.

### Miasta partnerskie
| Miasta partnerskie |          |                       |
| Miasto             | Kraj     | Data podpisania umowy |
| Hiddenhausen       | Niemcy   | 13 marca 1991         |
| Łomża              | Polska   | marzec 1993           |
| Słonim             | Białoruś | marzec 1996           |
| Orłowa             | Czechy   | wrzesień 2001         |
| Żylina             | Słowacja | 30 stycznia 2009      |
| Cortona            | Włochy   | 20 marca 2014         |
| Rajec              | Słowacja | 11 lipca 2018         |

## Transport

### Komunikacja miejska

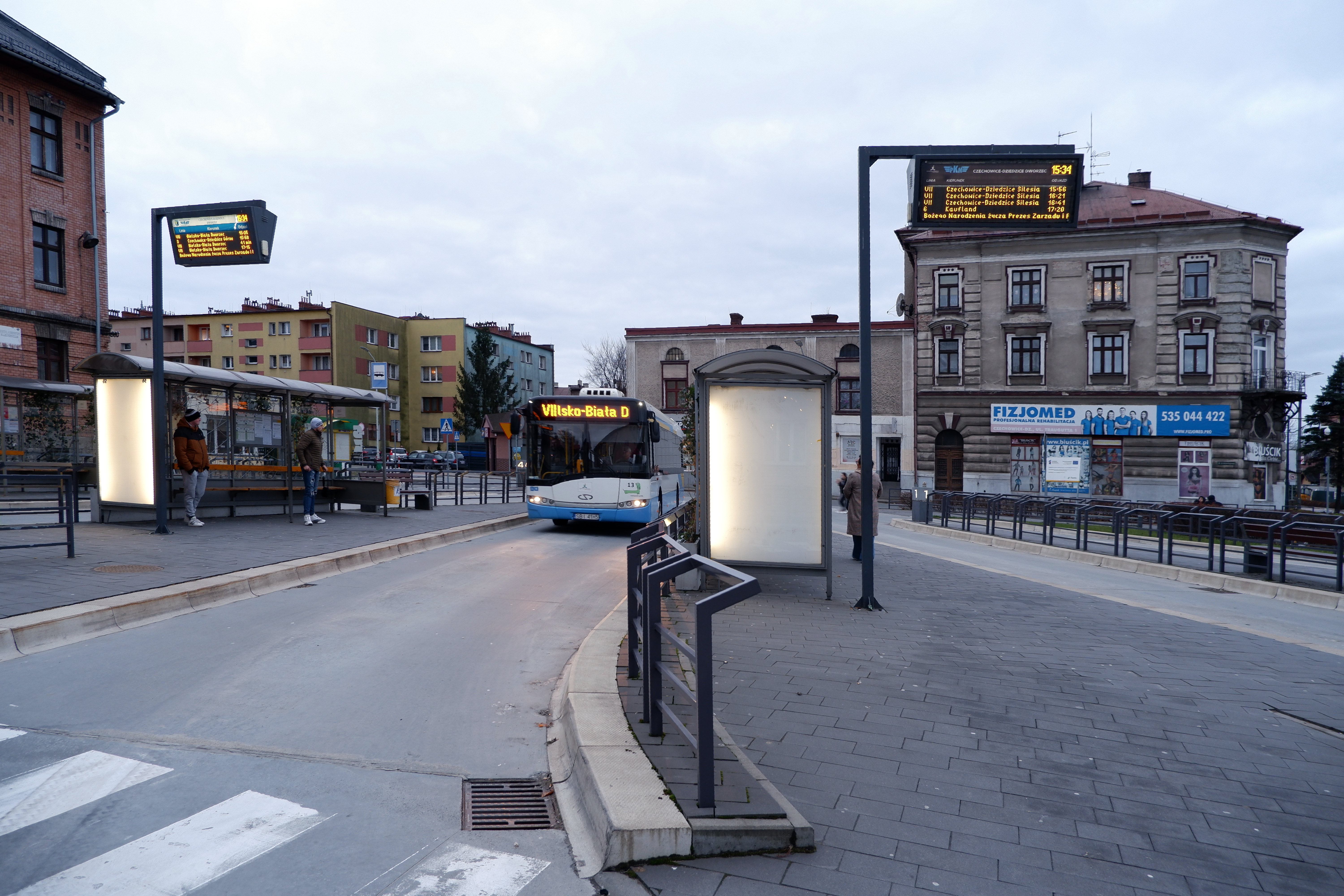
Dworzec autobusowy

Na terenie Czechowic-Dziedzic działa Przedsiębiorstwo Komunikacji Miejskiej Czechowice-Dziedzice, działające od 1 czerwca 1980 roku. Zakład działał wcześniej jako oddział Zakładu Komunikacyjnego nr 7 w Tychach, który wchodził w skład Wojewódzkiego Przedsiębiorstwa Komunikacji w Katowicach.

### Transport kolejowy

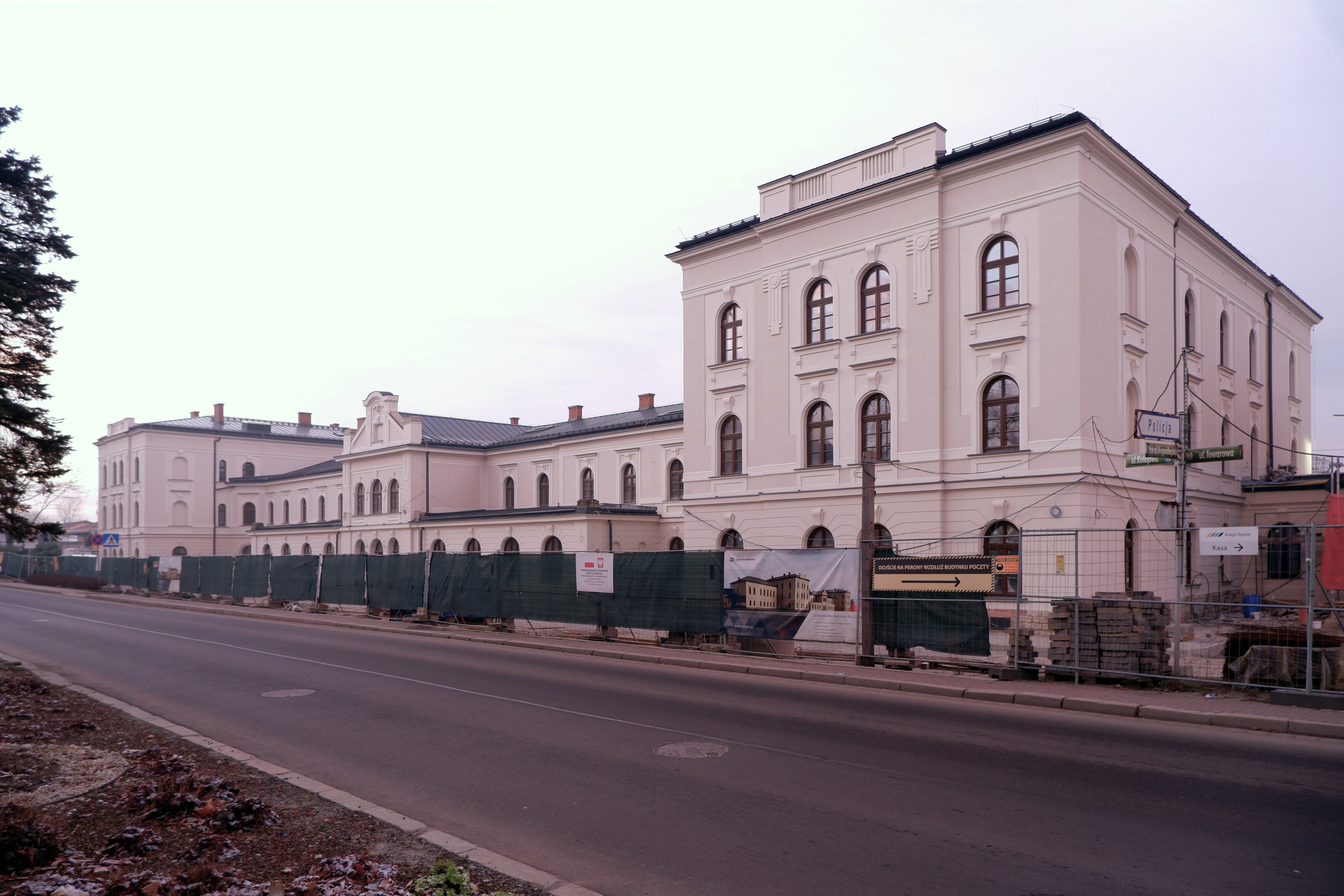
Dworzec kolejowy

W Czechowicach-Dziedzicach znajduje się węzeł kolejowy, przez który przebiegają dwie linie kolejowe: linia 93 Trzebinia – Zebrzydowice oraz linia 139 Katowice – Skalité-Serafínov. Pociągi jeżdżą w kierunku Bielska-Białej, Katowic, Krakowa i Zebrzydowic. Miasto posiada 3 stacje kolejowe:
- Czechowice-Dziedzice
- Czechowice-Dziedzice Przystanek
- Czechowice-Dziedzice Południowe

### Transport drogowy

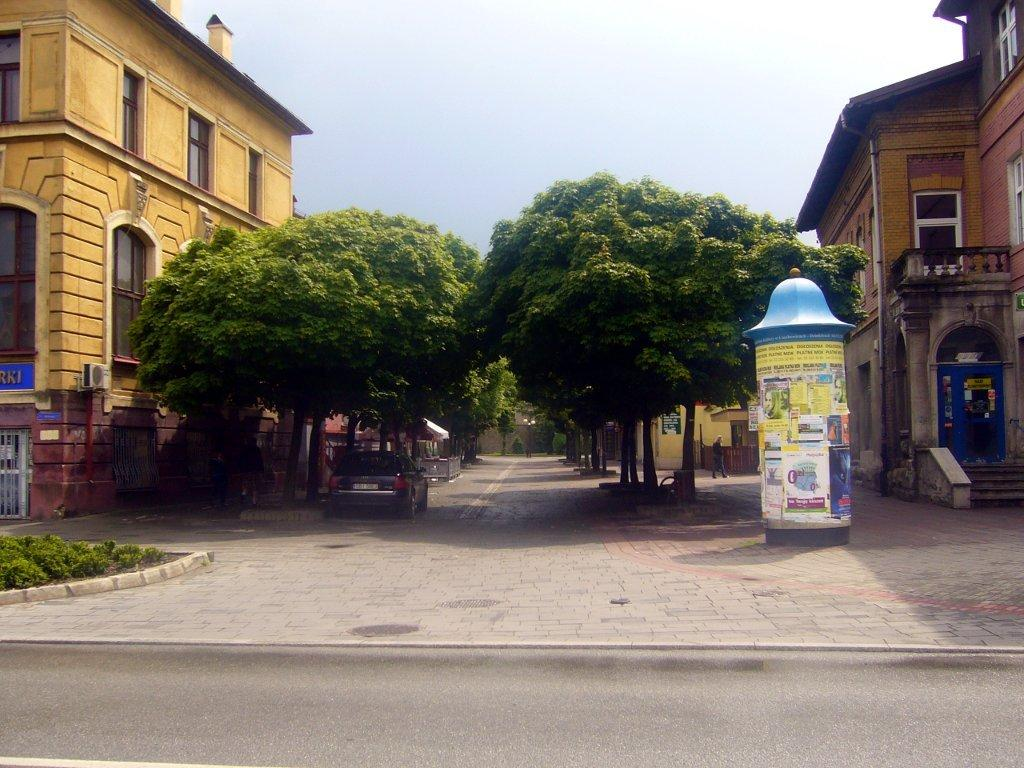
Ulica Juliusza Słowackiego – deptak widziany ze skrzyżowania z ulicą Kolejową

Przez miasto przebiega Droga krajowa nr 1, będąca częścią trasy europejskiej E75. Droga jest położona w zachodniej części miasta. Wzdłuż drogi znajduje się 9 skrzyżowań, w tym 5 z sygnalizacją świetlną. Łączna długość dróg publicznych wynosi około 258 km, z czego 74 km stanowią drogi powiatowe, a 169 km drogi gminne.
Rolę deptaka spełnia fragment ul. Juliusza Słowackiego między ulicami Kolejową i Niepodległości oraz Plac Wolności.

### Transport lotniczy
Czechowice-Dziedzice nie posiadają własnego lotniska. Na terenie Kaniowa wybudowano lotnisko Kaniów i Bielski Park Techniki Lotniczej w Bielsku Białej, którego otwarcie nastąpiło 11 września 2008. W ramach inwestycji, oprócz pasa startowego o długości 947 metrów i szerokości 24 metrów powstało 7500 m² hal produkcyjnych, 2500 m² hangarów, stacja paliw, budynek kontroli lotów. W Bielskim Parku Techniki Lotniczej miała odbywać się produkcja samolotów (Orka EM-11C), szybowców, samolotów ultralekkich i symulatorów lotów. W 2024 roku Zakłady produkcyjne szybowców zawiesiły działalność. Lotnisko działa w otoczeniu budowanych zakładów, ale też spełnia funkcję punktu tankowania dla samolotów lecących na południe Europy.
Aktualnie lotnisko jest rozwijane w kierunku szkoleniowym. Na lotnisku znajduje się wiele firm szkoleniowych zajmujących się szkoleniem młodych pilotów do dalszej pracy w lotnictwie we współpracy z Bielskimi szkołami średnimi oraz z Politechniką Śląską. Realizowane są szkolenia na pilotów samolotów, śmigłowców oraz wiatrakowców. 
Na terenie lotniska powstały hangary serwisowe zajmujące się obsługą remontowania silników lotniczych oraz serwisowania samolotów ultralekkich.
Najbliższe lotnisko to lotnisko Bielsko-Biała Aleksandrowice.
W obrębie 100 km znajdują się dwa międzynarodowe porty lotnicze w Polsce:
- Port lotniczy Katowice-Pyrzowice
- Port lotniczy Kraków-Balice

oraz jedno w Czechach
- Port lotniczy Ostrawa.

W 2013 powstało prywatne, śmigłowcowe lądowisko Czechowice.

## Ludzie związani z miastem

### Honorowi obywatele Czechowic-Dziedzic
- Ludwik Maciej (2005)[78]
- Piotr Beczała (2013)[79]